# Kirche (Bauwerk)

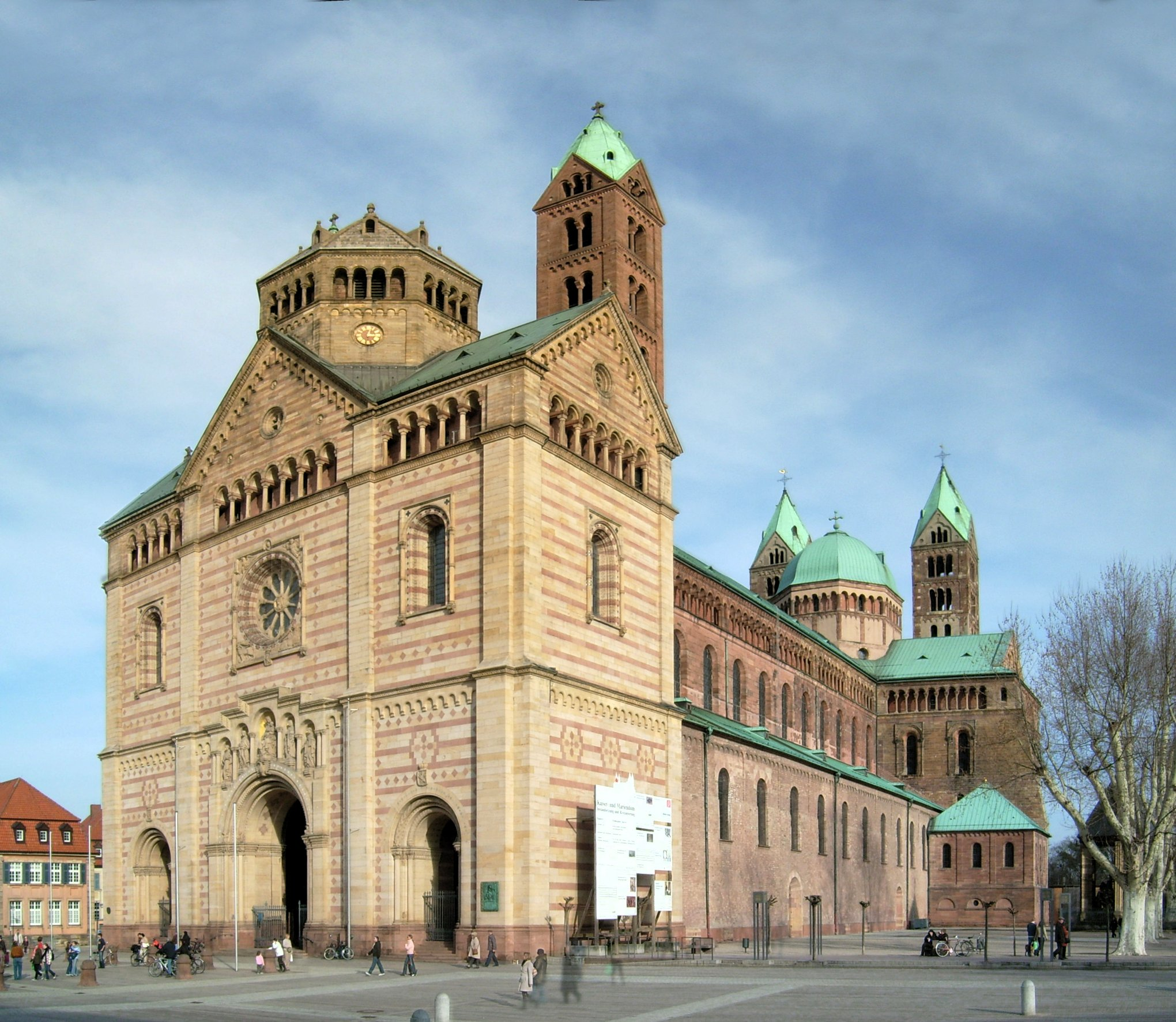
Der Speyerer Dom, die größte erhaltene romanische Kirche der Welt

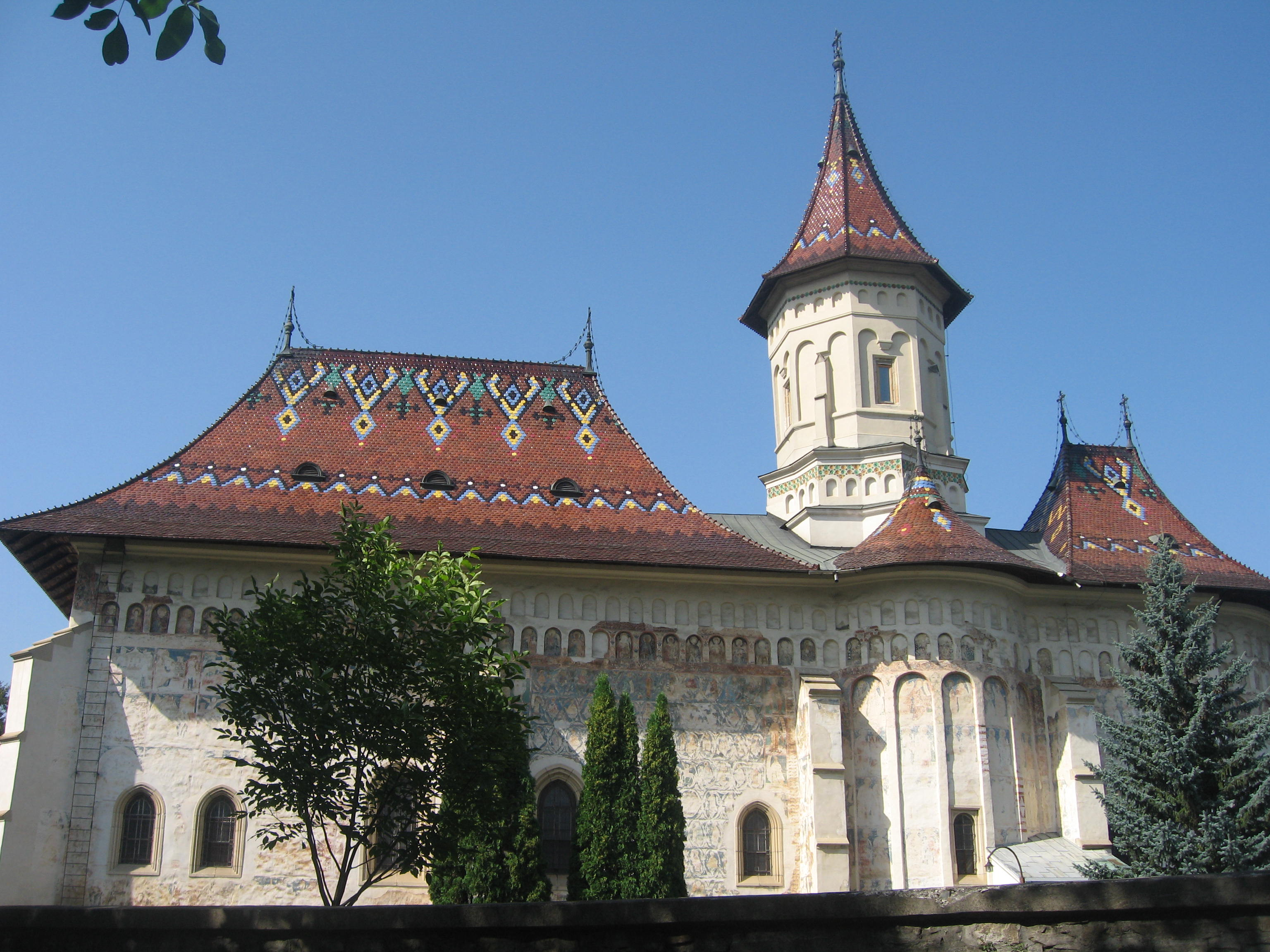
Kirche in Suceava, Rumänien

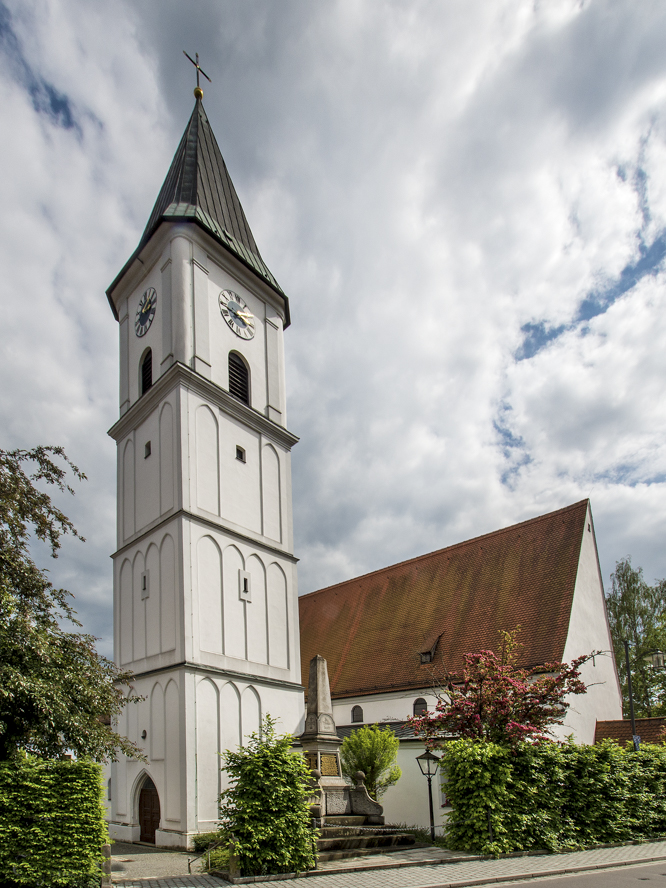
Pfarrkirche Wörth an der Donau, eine dreischiffige Basilika

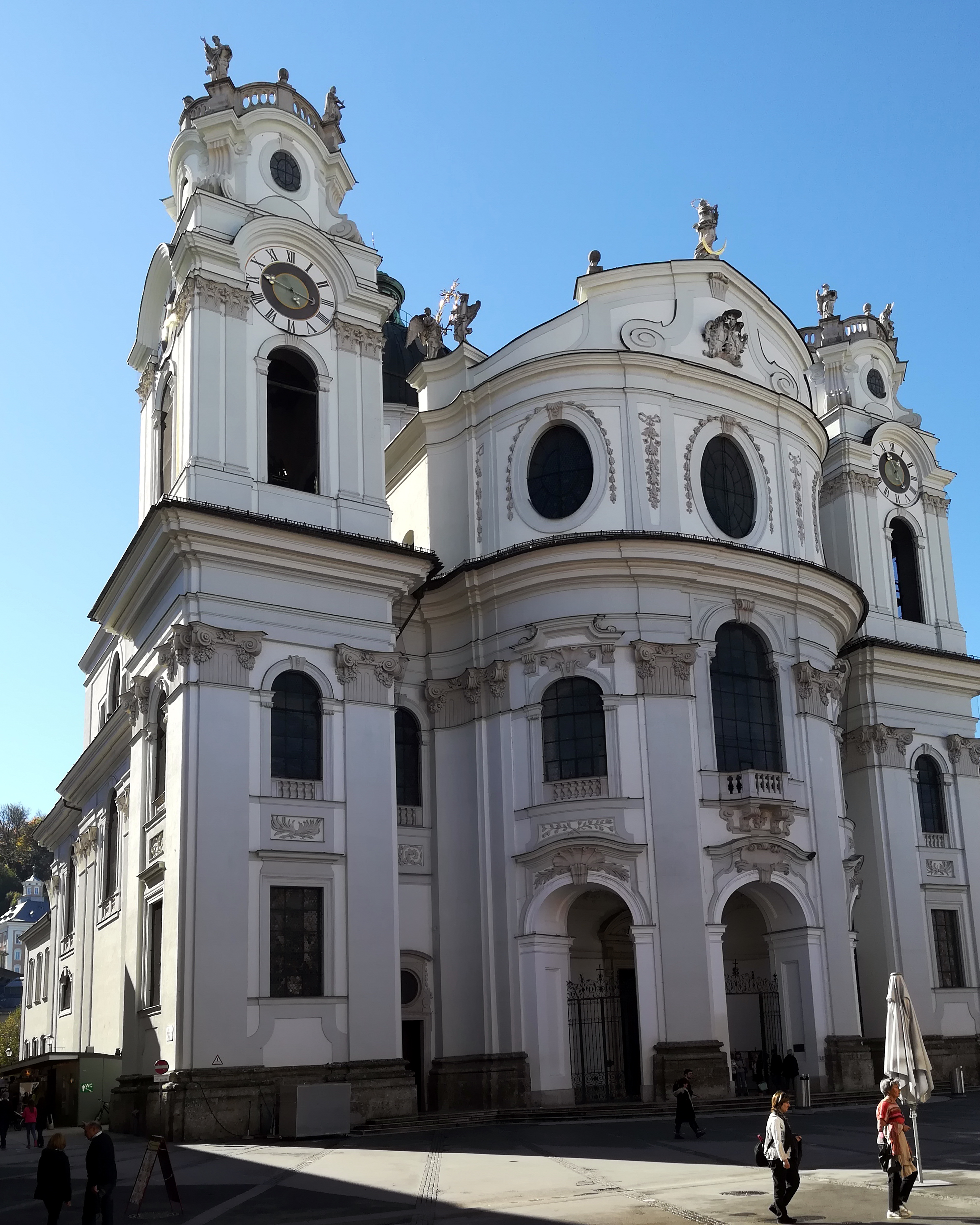
Kollegienkirche in Salzburg

Eine Kirche oder ein Kirchengebäude ist ein von einer oder mehreren christlichen Konfession(en) zum Gottesdienst, zum Gebet und zur stillen Einkehr genutzter Sakralbau. Ausgehend von der etymologischen Bedeutung des altgriechischen Wortes κυριακή [οικία] kyriakḗ [oikía], deutsch ‚dem Herrn gehörend[es Haus]‘ gelten Kirchen als Gotteshäuser. Kirchen werden darüber hinaus manchmal auch für Gemeindeversammlungen, kulturelle Veranstaltungen (z. B. Konzerte), Vorträge und weitere kirchliche, kulturelle und soziale Aktivitäten genutzt.
Als Kirchenbau bezeichnet man im Bereich von Architektur und Bauwesen die Disziplin, die sich mit Entwurf, Neubau, Umbau und Erhalt von Kirchen beschäftigt.
In Deutschland gibt es 2025 insgesamt etwa 44.400 katholische und evangelische Kirchengebäude, von denen etwa 90 Prozent unter Denkmalschutz stehen. Das wirft erhebliche Probleme beim Versuch einer kreativen Umnutzung leerstehender Kirchen auf.

## Überblick
Die Kirche ist der zentrale Ort des Gottesdienstes der römisch-katholischen, alt-katholischen, orthodoxen, iroschottischen, anglikanischen und der evangelischen Gemeinden. Sie dient der Versammlung der Glaubensgemeinschaft, der gemeinsamen Andacht, der Verkündigung des Wortes Gottes, der Spendung und dem Empfang von Sakramenten und Sakramentalien. Außerhalb von Gottesdiensten dienen Kirchen – sofern sie offen stehen – auch dem persönlichen individuellen Gebet, dem Innehalten vor Gott oder einfach nur dem Zur-Ruhe-Kommen (vergleiche Raum der Stille).
Nach dem Kirchenrecht der römisch-katholischen Kirche ist es „ein heiliges, für den Gottesdienst bestimmtes Gebäude, zu dem die Gläubigen das Recht freien Zugangs haben, um Gottesdienst vornehmlich öffentlich auszuüben.“ Für Martin Luther war ein Gebäude nur dann Kirche, wenn Christen darin zusammenkommen, „bitten, predigt horen und sacrament empfahen.“ Er empfiehlt deshalb den Abbruch von Kirchen, wenn diese nicht mehr dem gottesdienstlichen Geschehen dienen: „wie mit allen anderen hewßern thutt, wenn sie nymmer nütz sind“. Der Kirchenbau an und für sich besitzt nach Luther keine Heiligkeit. Ähnlich sah es der reformierte Theologe Heinrich Bullinger (1504–1575). Heilig war eine Kirche für ihn, „sofern sie durch den heiligen Gebrauch – und das heißt durch den gottesdienstlichen Gebrauch der Gemeinde – geheiligt wird.“
Die Unterschiede im Verständnis spielen auch bei der Heiligung des Gebäudes eine nicht unbedeutende Rolle. Während etwa in der römisch-katholischen Kirche ein Kirchengebäude durch den dem Bischof vorbehaltenen Ritus der Kirchweihe geweiht („dediziert“) oder gesegnet wird, werden evangelische Kirchen ihrer Bestimmung übergeben, beziehungsweise „gewidmet“. Wird eine Kirche nicht mehr benutzt, so geht dem in der katholischen Kirche die Profanierung voran, evangelischen Kirchen in der Regel eine sogenannte „Entwidmung“.
Katholische Kirchen erhalten mit der Weihe einen „Titel“ (titulus ecclesiae). Damit ist das Patrozinium gemeint; die Kirche wird einem oder auch mehreren Patronen unterstellt, dessen Gedenktag jährlich in dieser Kirche als Hochfest begangen wird. Neben Heiligen kann der Titulus ecclesiae auch ein Glaubensgeheimnis sein: die heiligste Dreifaltigkeit selbst; Jesus Christus mit Nennung eines seiner liturgisch gefeierten Glaubensgeheimnisse oder seines Titels, etwa Christkönig,  Salvator oder Herz Jesu; der Heilige Geist; die Jungfrau und Gottesmutter Maria mit einem ihrer liturgischen Titel, etwa Unsere Liebe Frau, Maria Hilf oder Mariä Himmelfahrt; die heiligen Engel.
Viele Kirchengebäude sind außerhalb der Gottesdienste verschlossen. Die Initiativen „offene Kirche“ verschiedener evangelischer Landeskirchen wollen dem entgegenwirken und laden die Gemeinden ein, auch unter der Woche ihre Gotteshäuser zu öffnen. Einige Kirchengebäude sind außerhalb der Gottesdienstzeiten der Öffentlichkeit nur gegen Zahlung von Eintrittsgeld zugänglich. Auch „weltliche“ Veranstaltungen wie Konzerte oder Lesungen finden manchmal in Kirchengebäuden statt.
Kirchen sind oft ein Baudenkmal, Kulturgut und Teil des kulturellen Erbes. Viele Kirchen tragen das Kennzeichen für Kulturgut beziehungsweise das Kennzeichen für Kulturgut unter Sonderschutz entsprechend der Haager Konvention zum Schutz von Kulturgut bei bewaffneten Konflikten (vgl. Blue Shield International).

## Begriffe

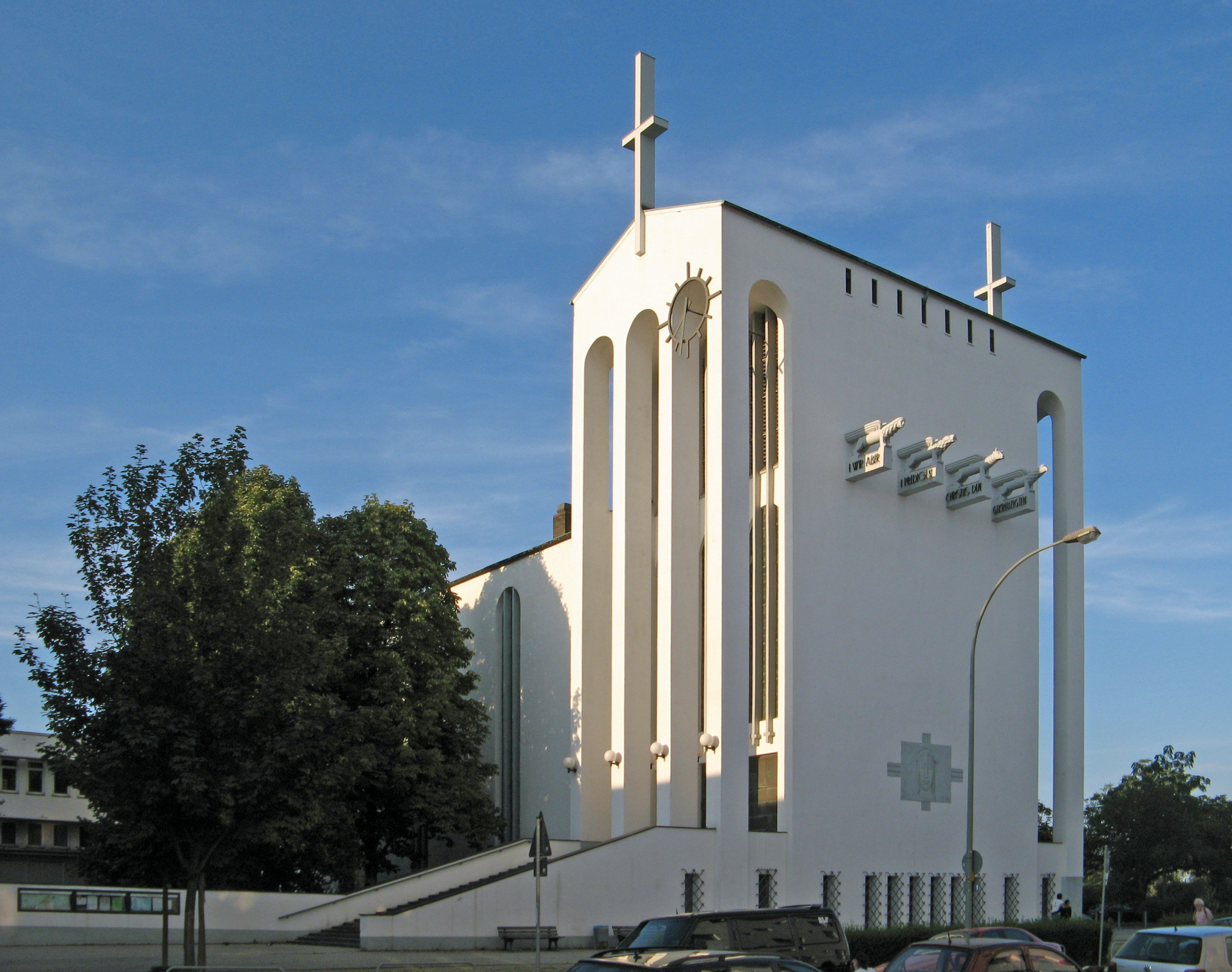
Ehemalige Pfarrkirche Heilig-Kreuz in Frankfurt-Bornheim von Martin Weber (1929)

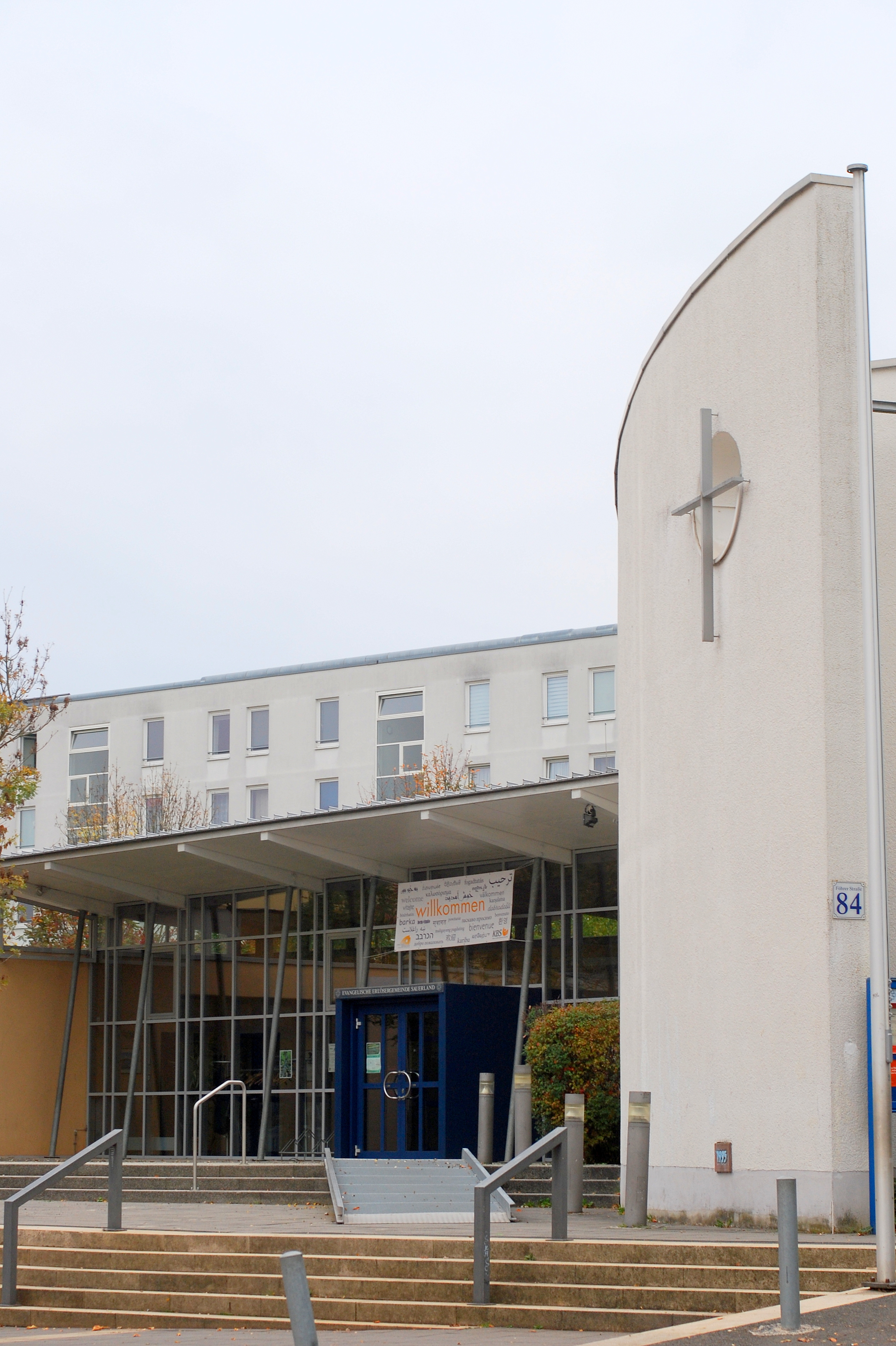
Evangelische Erlöserkirche in Wiesbaden-Dotzheim (1995)

### Pfarrkirche
Die Pfarrkirche, im Protestantismus auch Gemeindekirche genannt, ist die Hauptkirche einer Pfarrei oder Kirchengemeinde. Weitere Kirchen und Kapellen in einer Pfarrei dienen einer Einzelfunktion, so als Friedhofskapelle – mancherorts auch als „Aussegnungshalle“ bezeichnet – oder als Jugendkirche, oder sie sind Filialkirchen in einer Gemeinde, die einer Pfarrei zugeordnet ist. Das Gebiet einer Kirchengemeinde oder Pfarrei beruht in der Regel auf historischen politischen Gemeindegrenzen, in größeren Städten auf einem Stadtteil oder einem Stadtbezirk. Die Volkskirchen folgen in diesem Sinne dem Parochialprinzip, Freikirchen kennen diese Regelung nicht. Einer Kirche sind meistens weitere administrative oder soziale Einrichtungen wie etwa ein Pfarramt, Kindergärten oder Schulen zugeordnet. Sie liegen in der Nachbarschaft oder auf dem Kirchengelände.

### Klosterkirche
Die Kirche eines Klosters kann Klosterkirche, Abteikirche, Prioratskirche, Katholikon (Hauptkirche eines griechisch-orthodoxen Klosters) oder Münster (von lateinisch monasterium ‚Kloster‘) genannt werden. Der Begriff Münster wird für manche Kathedralen, Pfarrkirchen und Klosterkirchen gleichermaßen verwendet. Kirchen in evangelischen Klöstern, Kommunitäten oder Lebensgemeinschaften werden teils auch Ordenskapelle genannt, Beispiel Communität Christusbruderschaft Selbitz.

### Stifts-/Kollegiatkirche
Eine Stiftskirche gehört zu einem Stift. Dieses unterscheidet sich von einem Kloster dadurch, dass Stiftsherren oder -damen es bewohnen. Diese untergliedern sich wiederum in Regular- und Säkularkanoniker bzw. Regular- und Säkularkanonissen.

### Kathedrale
In der katholischen, der anglikanischen und den orthodoxen Kirchen tragen Bischofskirchen den Titel einer Kathedrale. Von der Spätantike bis ins hohe Mittelalter wurde in der Westkirche häufig neben die Kathedrale eine Taufkapelle (Baptisterium) gebaut.

### Dom
Domkirchen sind wegen ihrer Größe und Gestaltung besonders herausragende, meist bischöfliche Kirchengebäude.

### Münster
Münster dient als Bezeichnung für eine Kloster-, Stifts- oder Domkirche.

### Dorfkirche
Dorfkirche ist eine u. a. kunstgeschichtliche Bezeichnung für eine – in der Regel alte und kleine – Kirche in einem Dorf oder in einem zur Zeit der Erbauung dörflichen Umfeld, oft im Siedlungskern des Ortes gelegen und mit ländlichen Charakter und ländlichen Architekturmerkmalen. Nicht jede Kirche in einem Dorf oder auf dem Land ist eine Dorfkirche.

### Predigtkirchen
Kirchen, bei denen die Wortverkündigung, d. h. die Predigt bzw. die Auslegung der Bibel im Mittelpunkt des Geschehens steht und meist auch die architektonische Gestalt beeinflusst. Predigtkirchen sind insbesondere im Protestantismus verbreitet. Nicht selten ist die Kircheneinrichtung auf die Kanzel an einer Langseite des Raumes ausgerichtet, sodass man von einer Querkirche spricht, teilweise gibt es auch einen Kanzelaltar oder eine andere gleichrangige Kombination von Altar und Kanzel bzw. Ambo, so dass beide im Zentrum des Ausrichtung stehen.

### Votivkirchen
Eine Kirche, die aufgrund eines Gelübdes als Zeichen des Dankes für die Rettung aus einer Notlage oder mit der Bitte um Erfüllung eines bestimmten Anliegens, zuweilen auch zur Sühne, erbaut wurde, wird Votivkirche genannt.

### Gedenk- oder Gedächtniskirchen
Gedenkkirchen oder Gedächtniskirchen erinnern an positive oder negative Ereignisse oder an Personen. Sofern sie an negative Ereignisse erinnern, sind sie auch eine Art Mahnmal.

### Basilika
Als Basilika werden einerseits frühchristliche mehrschiffige Sakralbauten der Spätantike bezeichnet. Daneben stellt Basilika auch einen von der katholischen Kirche für besondere Kirchengebäude verliehenen Ehrentitel (→ Basilika (Titel)) dar, wobei zwischen den sechs altehrwürdigen Basilicae maiores und den derweilen über 1800 Basilicae minores zu unterscheiden ist.

### Wegekirche
Mit dem liturgiewissenschaftlichen Begriff der Wegekirche werden Kirchenbauten bezeichnet, in denen es im Unterschied zum Zentralbau eine starke Ausrichtung des ganzen Raums, der Gemeinde und des Liturgen nach vorn, zum Altar, zum Licht hin gibt. Der Begriff ist im katholischen Kirchenbau verbreitet und wurde im 20. Jahrhundert von Rudolf Schwarz geprägt.

### Wehrkirche
Als Wehrkirche bezeichnet man festungsartig befestigte Kirchen.

### Notkirche
Notkirche nennt man Räume oder Gebäude, die behelfsmäßig bzw. provisorisch als Kirche dienen und in der Regel in einer Notlage entstanden sind. Nicht immer sind sie typologisch als Kirche erkennbar. Teilweise handelt es sich aber auch Kirchen, die zwar in einer Notsituation entstanden sind, aber zur dauerhaften Nutzung vorgesehen sind (z. B. Bartning-Notkirchen).

### Kirchen nach sonstigem Zweck
In Verbindung mit Einrichtungen oder Sonderzwecken spricht man auch von Wallfahrtskirchen, Spitalkirchen, Krankenhauskapellen, Anstaltskirchen, Friedhofskapellen oder Autobahnkirchen. Sogenannte Werktagskirchen dienen als Räume für Gottesdienste in kleinerem Rahmen (unter der Woche). Häufig handelt es sich dabei um Nebenräume oder Seitenschiffe von größeren Kirchengebäuden. Es können damit aber auch separate Gebäude oder Räume darin bezeichnet werden. Als Profilkirche bezeichnet man eine Kirche, die einem thematisch eng definierten Zweck dient, etwa als Jugendkirche, Meditationskirche, wie z. B. Zentrum für Meditation und Spiritualität oder als Seelsorgezentrum für Trauernde. Kleine und teils privat errichtete Kirchengebäude werden als Kapellen bezeichnet. Freikirchliche Gemeinden verwenden manchmal auch den Namen Kapelle (abweichend von o. g. Bedeutung), Betsaal oder Bethaus. Einen Sonderfall stellen die sogenannten Simultankirchen dar, die von Gemeinden zweier oder mehrerer Konfessionen genutzt werden.

### Kirchen nach geometrischer Form
Manche Kirchen haben eine markante charakteristische Grundrissform. Kirchen, die einen kreisförmigen oder ovalen Grundriss haben, nennt man Rundkirchen, bzw. Ovalkirchen (Hirschegg im Kleinwalsertal, Wommelshausen), analog Kreuzkirchen mit kreuzförmigem Grundriss oder beispielsweise die von Otto Bartning entworfene, aber nicht ausgeführte Sternkirche. Pyramidenkirchen wurden in Form von glatten Pyramiden (die Autobahnkirche Baden-Baden) oder Stufenpyramiden (St. Michael in Trier-Mariahof) errichtet. Auch die spätromanischen Basiliken der Auvergne mit den mehrfach abgestuften Baugliedern des Chores und der Chorkapellen werden gelegentlich irreführender Weise als Pyramidenkirchen bezeichnet (sog. Auvergnatische Pyramide).

### Kirchen nach dominierendem Baumaterial
Kirchen können auch nach Baumaterial unterschieden werden: Insbesondere Kirchen mit ungewöhnlichem oder offen sichtbaren Baumaterial werden so bezeichnet, auch solche, bei denen das Material die Architektur sehr bestimmt: Holzkirchen, Betonkirchen, Feldsteinkirchen, Stahlkirche, Backsteinkirchen (z. B. in der Backsteingotik).

### Kapellen
Kleine Kirchengebäude werden auch als Kapelle bezeichnet, private oder teilöffentliche Gebetsräume als Oratorium.

## Architekturgrundformen

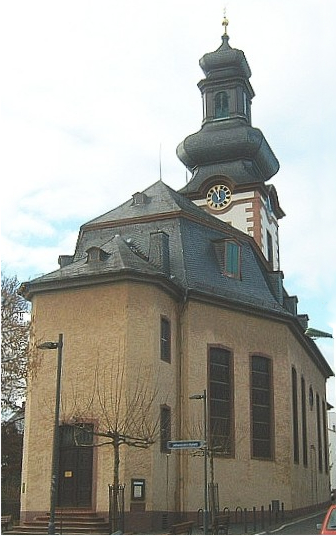
Evangelische Johanniskirche in Frankfurt-Bornheim, eine barocke Saalkirche

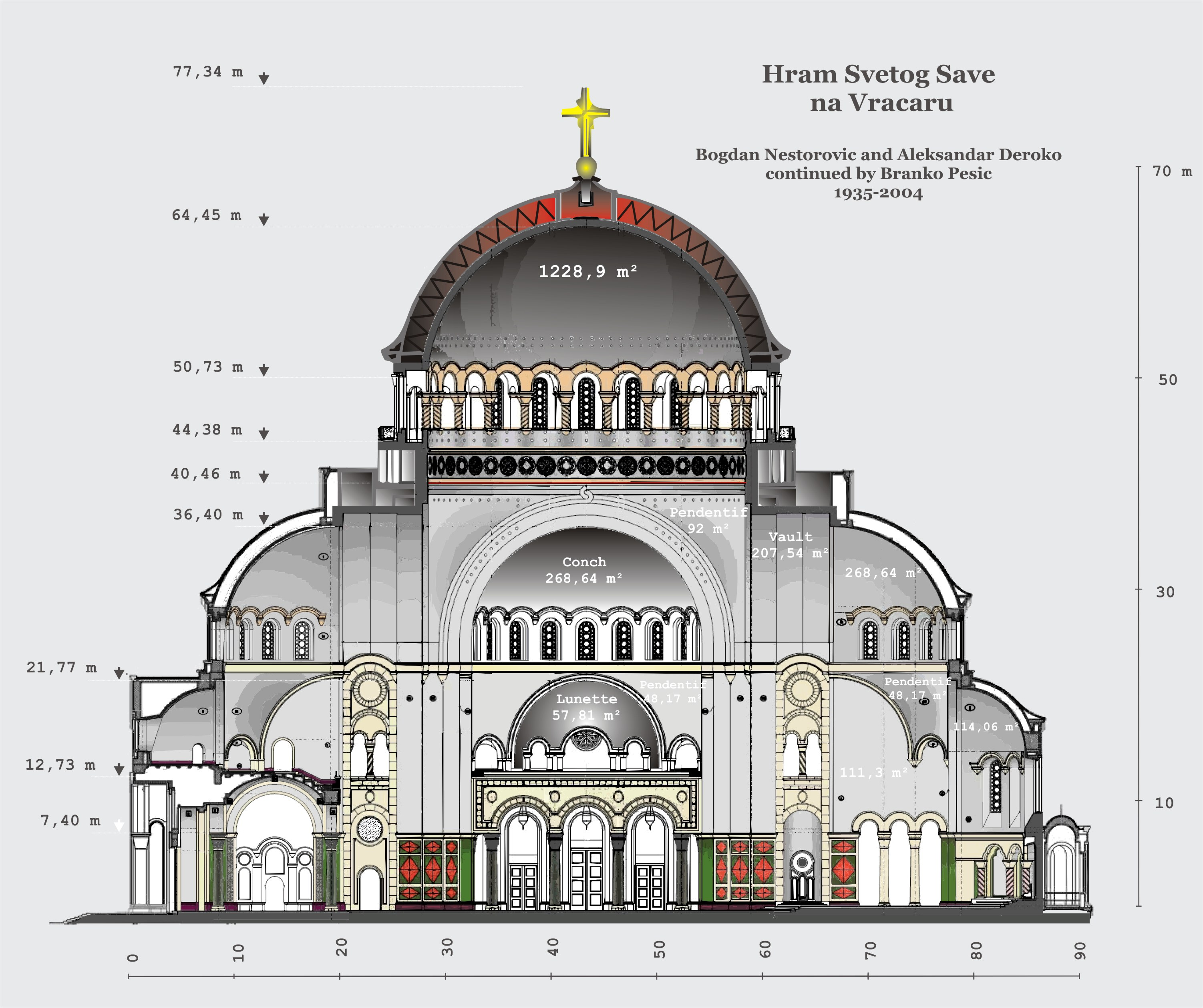
Aufriss eines Zentralbaus mit vier Konchen (Tetrakonchos) und Pendentifkuppel mit Tambour. Dom des heiligen Sava, 1926–2018

Basilika
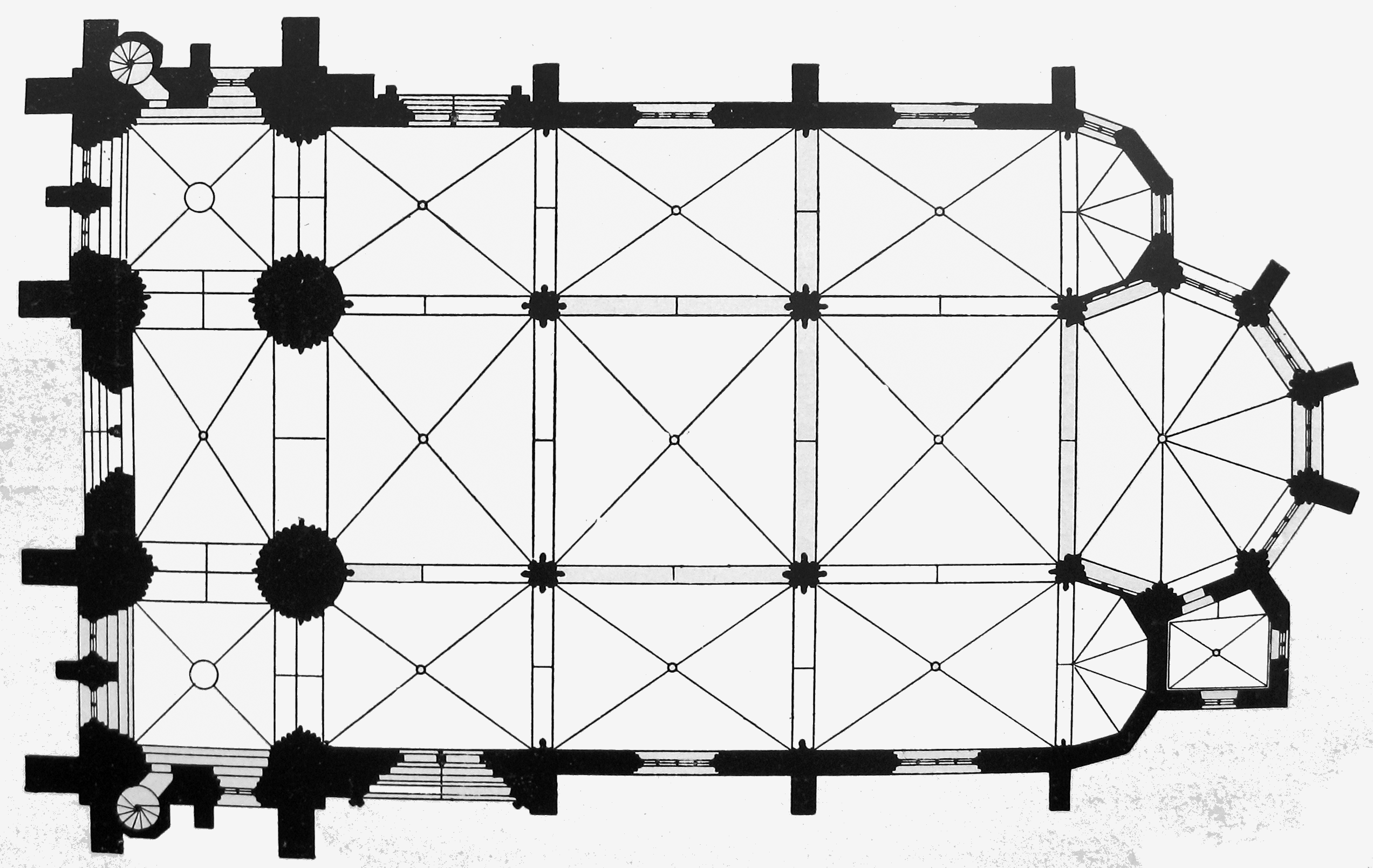
Hallenkirche, hier mit „westfälischem Quadrat“
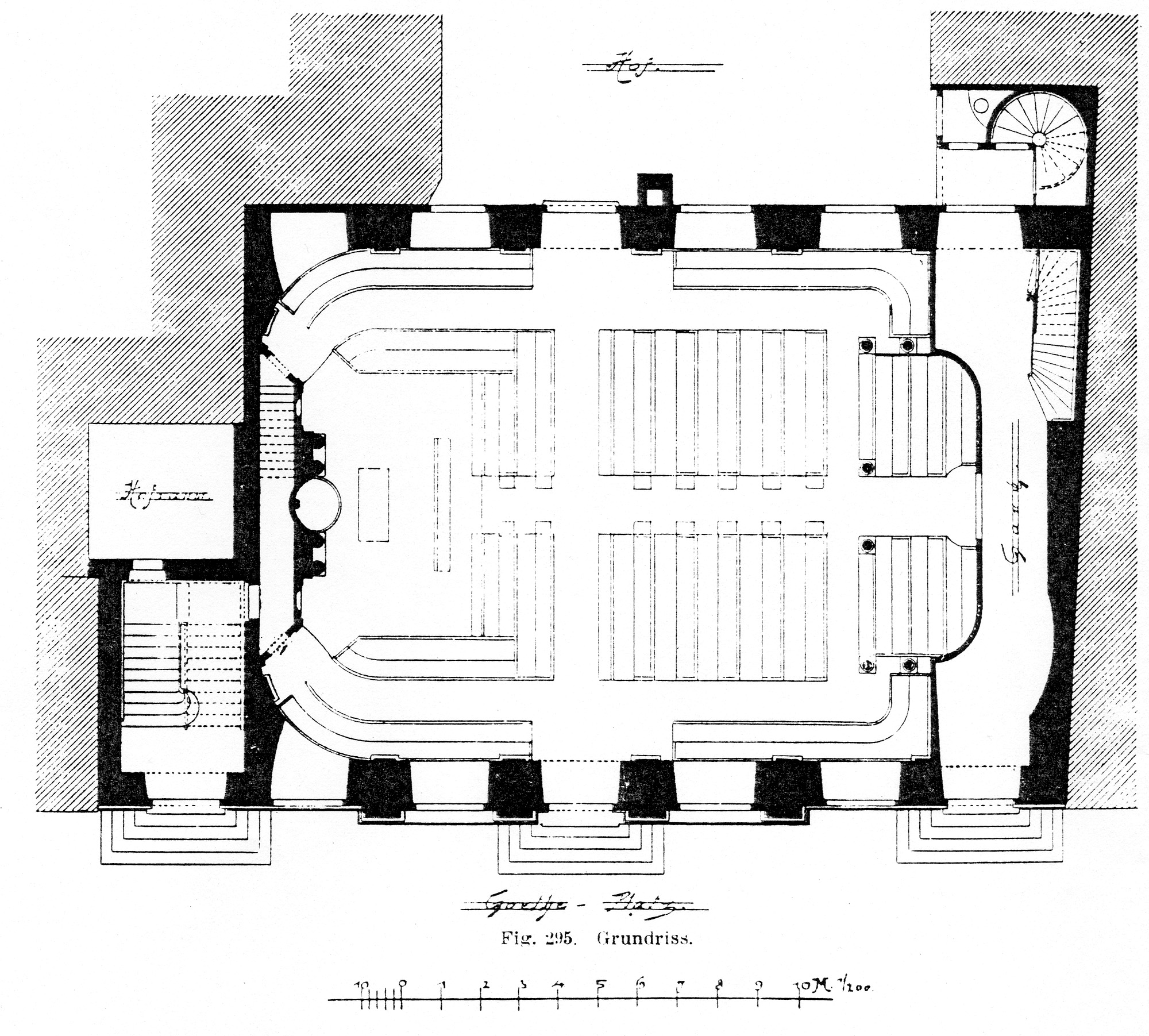
Saalkirche
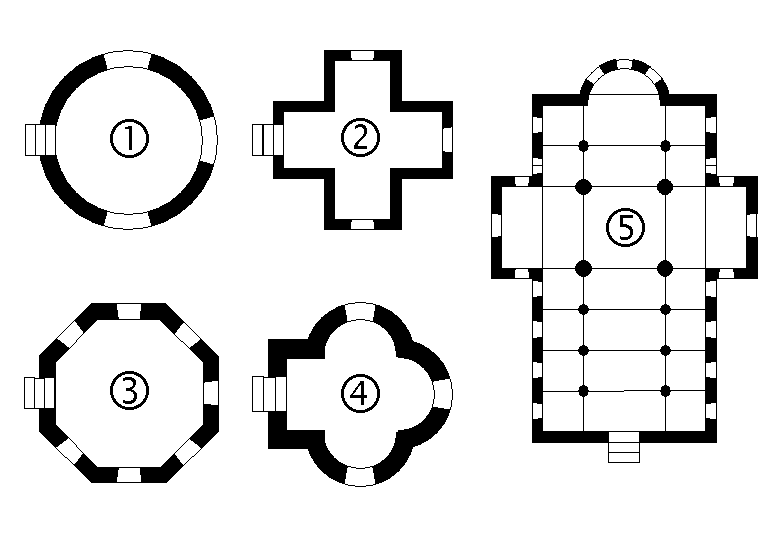
Zentralbau im Vergleich zum Längsbau (rechts)

Der christliche Kirchenbau nach dem frühzeitlichen und mittelalterlichen Ideal folgt vier Grundrissen, nach der Reformation kam ein fünfter, die Querkirche, hinzu. Ein Großteil der Kirchengebäude bis etwa zur Mitte des 20. Jahrhunderts entspricht einem dieser Grundschemen, im modernen Kirchenbau gibt es seitdem eine große Vielfalt an Bauformen. Eine sechste, die Predigtkirche, ist durch den im Wort genannten Zweck charakterisiert.
- Die Basilika ist die wichtigste Grundform des frühchristlichen und mittelalterlichen Kirchenbaus, dessen Innenraum durch Säulenreihen in mehrere Längsschiffe getrennt ist. Am häufigsten sind drei Längsschiffe (dreischiffige Basilika), bei denen das mittlere höher ist als die beiden Seitenschiffe und in der Wandzone, die die Höhendifferenz zu den Seitenschiffen darstellt, eigene Fenster besitzt. Fünfschiffige Basiliken sind sehr viel seltener und sind meist besonders prachtaufwendig. Die frühchristlichen Kirchen lehnten sich noch stark an die antike Basilika an, im Mittelalter wurde sie zur Kreuzbasilika mit einem Querhaus weiterentwickelt.
- Die Hallenkirche ähnelt der Basilika, ihre Längsschiffe sind allerdings von gleicher oder annähernd gleicher Höhe und unter einem gemeinsamen Satteldach vereinigt, weil das Mittelschiff über keine eigenen Fenster verfügt, während das Dach der Basilika „abgetreppt“ ist.
- Die Saalkirche ist ein einschiffiges Kirchengebäude, das aus einem einzigen, saalartigen Raum –, meist mit eingezogenem Chor –, besteht; oft mit einem Dachreiter als Glockenturm. Weitverbreiteter Bautyp bei meist ländlichen Kirchen und Kapellen, entstanden in der Vorromanik.
- Die Chorturmkirche (meist Saalkirche) hat einen über dem Altarraum errichteten Kirchturm, der auch als Glockenturm dient, oft auch als Wehrturm, entstanden in der Romanik.
- Beim Zentralbau sind die Hauptachsen gleich lang, daraus ergeben sich unter anderem kreisförmige, ovale, quadratische und kreuzförmige Grundrisse. Der Zentralbau ist in Westeuropa vor allem in Italien verbreitet und wird sehr häufig bei östlich-orthodoxen Kirchen angewendet.
- Bei einer Querkirche durchschneidet in geosteten Kirchen die Hauptachse vom (West-)Eingang zum Altar die längere Seite der Kirche. Die Ostung des Gebäudes ist jedoch bei der nach der Reformation in Deutschland entstandenen Querkirche als rein protestantische Kirchbauform nicht mehr zwingend, vielmehr bildet die Kanzel an einer Schiff-Längsseite den Fixpunkt für die Hör-, Blick- und Sitzrichtung der Gemeinde. Der Altar kann sich sowohl unter der Kanzel als auch rechtwinklig dazu in der anderen Mittelachse des Schiffs befinden. Querkirchen sind vor allem in den protestantischen Regionen Deutschlands, der Niederlande und der Schweiz anzutreffen.
- Bei einer Predigtkirche bestimmt das gute Sehen und Hören zur Kanzel die Innenraumgestaltung, nicht jedoch die äußere Gebäudegestalt: eine möglichst kurze Distanz und ein stützenfreier Raum sind wichtig. Am besten eignen sich in diesem Sinne die Querkirchen.

Die architektonischen Hauptteile eines traditionellen europäischen Kirchenbaus sind der Chor (Altarhaus), das Querhaus und das Langhaus. Die Fassade verfügt oft über einen Turm oder zwei Türme. Das Langhaus ist in der Regel mehrschiffig, d. h., es verfügt über ein Mittelschiff und zwei oder vier Seitenschiffe. Im Kreuzungsbereich zwischen Quer- und Langhaus befindet sich die Vierung.
Kirchenbauten waren im Mittelalter in der Regel nach Osten ausgerichtet („geostet“), d. h., der Hauptaltar liegt in Richtung des mittleren Aufgangspunktes der Sonne. Diese Orientierung (von Orient = Osten) symbolisiert einerseits den Erlöser Jesus Christus, der wie der Sonnenaufgang das Licht des Glaubens bringt. Zum anderen bezieht sich die Orientierung auf die von Europa aus gesehene Lage Jerusalems im Osten. Eine bedeutende Ausnahme ist der Petersdom in Rom, er ist „gewestet“. Das Prinzip der Ostung hielt sich in der Neuzeit nicht durch, bei Zentralbauten spielte es ohnehin meist keine Rolle.

## Städtebauliche Konfigurationen
- freistehende Kirche
  - frei in der Landschaft stehende Kirche oder Kapelle
  - frei auf einem Platz, dem Dorfanger oder einer Grünanlage innerhalb einer Ortschaft stehend
- in die bauliche Struktur integriert
  - in die Fassadenfront einer Blockrandbebauung eingebunden Kirche
  - in einen Gebäude-Komplex integrierte Kirche, z. B. viele Klosterkirchen, die einen eigenständigen Gebäudetrakt dieser Anlage bilden.
  - in ein Gebäude integriert (z. B. Krankenhauskapelle)
  - Hinterhofkirche

## Sonderbauformen
Es gibt eine Reihe von Sonderbauformen, die sich sowohl architektonisch als auch in der Nutzung von der gängigen Bauweise unterscheiden;
- Bettelordenskirchen folgen in Größe und Gestaltung dem Armutsideal der Bettelorden und haben in der Regel einen Dachreiter, keinen Turm.
- Bei Chorturmkirchen erhebt sich der Turm, oft als Glockenturm, über dem Chorraum.
- In einer Doppelkirche sind zwei Kirchenräume räumlich voneinander getrennt.
- Emporenkirchen basieren oft auf der Bauform der Basilika, in der eine Empore den Raum über den Seitenschiffen und unter dem Obergaden einnehmen kann.
- Eisenkirchen sind aus vorgefertigten Bauelementen aus Wellblech oder Gusseisen gefertigt.
- Felsenkirchen sind aus dem Felsen geschlagene Kirchen. In den Fels gehauene Kirchen nennt man auch Höhlenkirchen.
- Die Kettenkirche ist noch vereinzelt in Süddeutschland, Österreich und Südtirol anzutreffen. Zum Namen hat die Form des Fassadenschmucks von Kirchen, die dem heiligen Leonhard geweiht sind, geführt. Die Kirchen werden entweder dauerhaft oder in einem Ritus am 6. November mit eisernen Ketten umspannt.
- Von einer Kirchenburg spricht man, wenn die Kirche von eigenen Verteidigungsanlagen, etwa Mauern und Türmen, umgeben ist. Eine mit vergleichsweise einfachen Wehrvorrichtungen ausgestattete Kirche nennt man dagegen Wehrkirche.
- Notkirchen und Barackenkirchen sind provisorische Sakralgebäude. Die Kirchen eines solchen Typus entstanden in Zeiten wirtschaftlicher Not, nach Kriegen oder als Interimskirche während der Gemeindeaufbauphase. Die sogenannte Zeltmission nutzt provisorische Zeltkirchen zur Evangelisation.
- Die Ovalkirche verfügt über einen ovalen Grundriss und kann als Längskirche (auch: in „Eiform“) oder Querkirche angelegt sein.
- In einer Querkirche ist die Querausrichtung des Innenraumes stärker betont als die Längsrichtung.
- Die Rundkirche ist eine Form des einfachen Zentralbaus und diente früher als Tauf-, Grab- oder Wehrkirche. Etwaige Anbauten sind nicht Bestandteil des eigentlichen Kirchenraumes.
- In England, Elsass und Norddeutschland sind Rundturmkirchen verbreitet, deren Bauweise dem Langbau entspricht.
- Stabkirchen oder „Mastenkirchen“ sind Holzkirchen, die in Skandinavien während der Übergangszeit von der heidnischen Religion zum Christentum im 12. und 13. Jahrhundert gebaut wurden.
- In einer Wegekirche ist der Kirchenraum als Weg nach vorn, zum Altar hin ausgerichtet.
- Winkelkirchen bestehen aus zwei Seitenschiffen, die im rechten Winkel zueinander stehen. Altar oder Kanzel eines solchen Gebäudes befinden sich im Winkel.
- Zeltdachkirchen haben polygonale, meist unregelmäßige Dächer.

## Geschichte

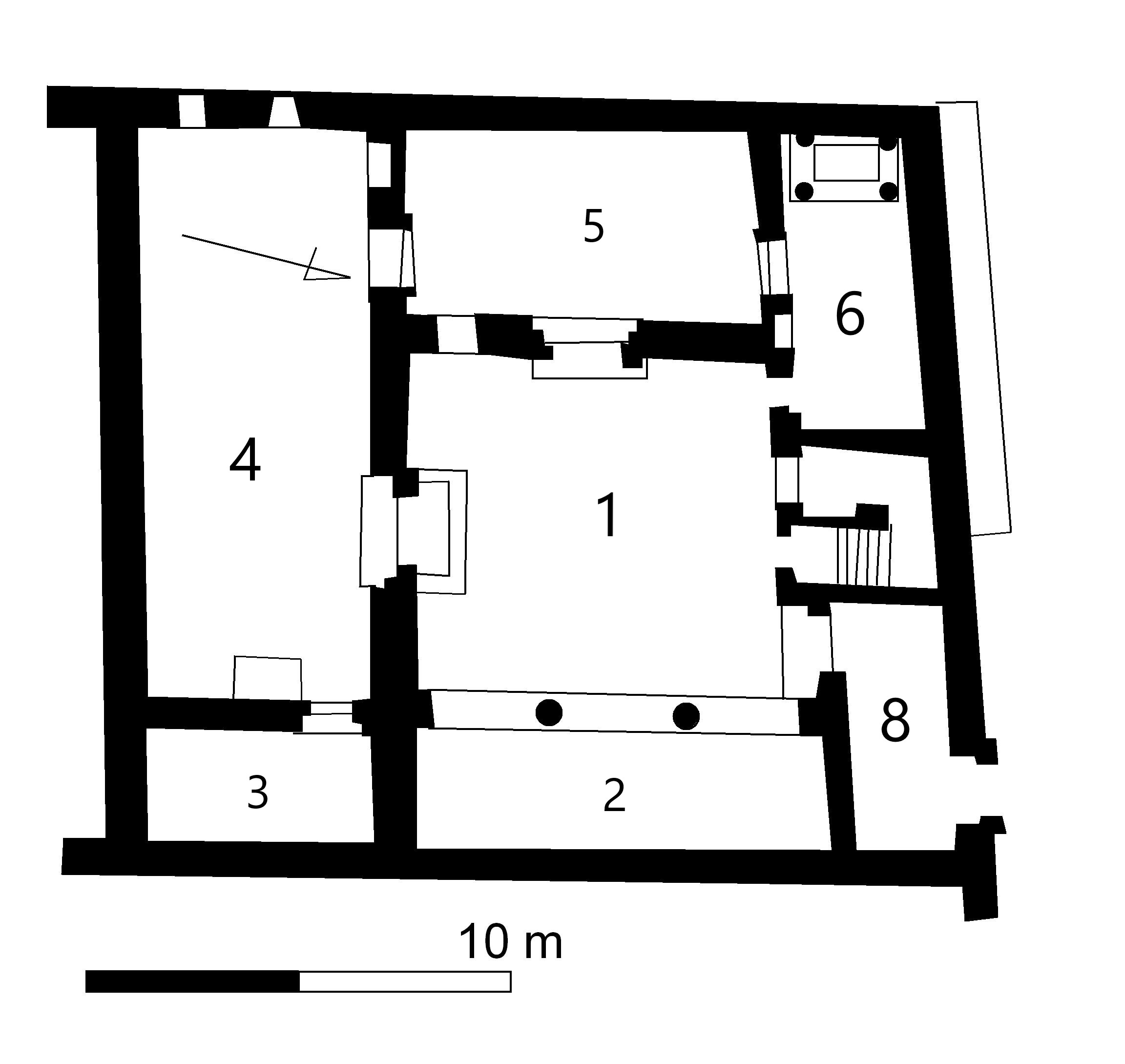
Grundriss der Hauskirche von Dura Europos (232/233); rechts oben das Baptisterium

Bislang gibt es für die ersten beiden Jahrhunderte, was den christlichen Sakralbau angeht, keine archäologischen Funde. Es gilt überhaupt als wenig wahrscheinlich, dass in diesem Zeitraum bereits christliche Sakralbauten existierten. Verehrt wurden jedoch seit spätestens Anfang des 2. Jahrhunderts bestimmte Stätten wie die Grotte in Nazareth oder das Petrusgrab in der Vatikanischen Nekropole. Die älteste archäologisch bisher nachgewiesene Kirche ist die sogenannte Hauskirche von Dura Europos. Es handelt sich dabei um ein ehemaliges Wohnhaus, das 232/233 zu einer Kirche mit Baptisterium umgebaut wurde.

### Frühchristentum

#### Römisches und Byzantinisches Reich
Nach den Christenverfolgungen im Römischen Reich, die unter Kaiser Diokletian ihren Höhepunkt erreichten, leiteten das Toleranzedikt des Galerius und die Mailänder Vereinbarung zwischen den zwei römischen Kaisern Konstantin und Licinius die konstantinische Wende ein, wodurch das Christentum legitimiert und schließlich von Theodosius I. zur Staatsreligion des Römischen Reiches ernannt wurde. Mit staatlicher finanzieller Unterstützung entstanden zahlreiche neue Kirchen vor allem in Rom und Konstantinopel, der Trierer Dom und die Grabeskirche in Jerusalem. Erstmals entstand eine eigenständige sakrale Architektur des Christentums, dessen Gebetsräume in früherer Zeit lediglich einen provisorischen Charakter besaßen, als Gottesdienste meist in Privaträumen abgehalten wurden.

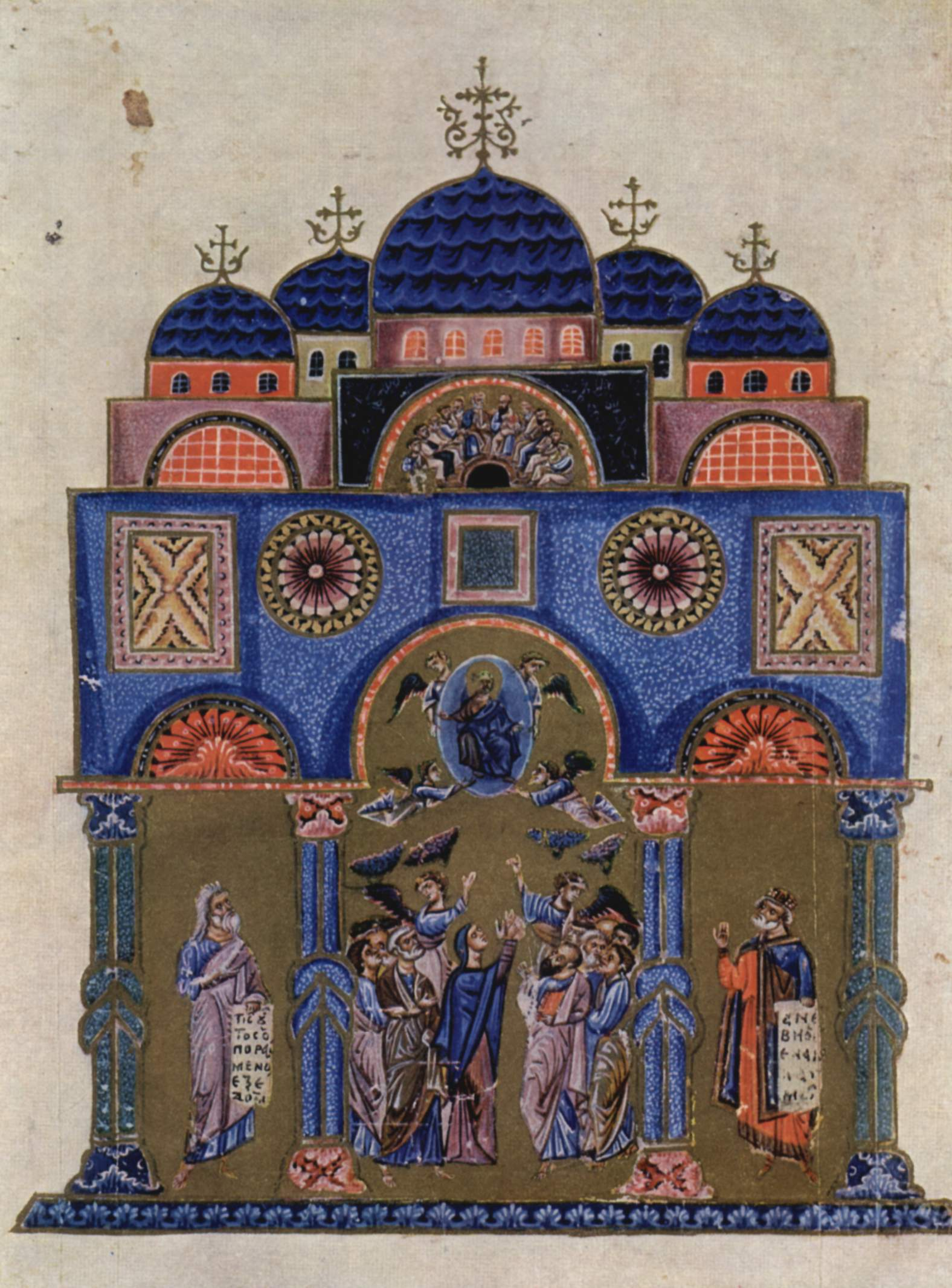
Künstlerische Darstellung aus dem 12. Jahrhundert der Apostelkirche in Konstantinopel

Aus der römischen Architektur wurde die Basilika mit mehreren Längsschiffen, Säulen mit Kapitellen, Kolonnadenhof (Atrium) und Apsis gegenüber dem Eingang übernommen. Die Bauform der Basilika ist einerseits neutral, da auch Gerichts- und Marktgebäude ähnlich aussahen, hatte zuletzt andererseits aber auch dem Kult der vergöttlichten Kaiser gedient und machte insofern die Ablösung des Kaiserkultes durch die neue Religion sichtbar. Die Tonnengewölbe vieler römischer Bauten wurden durch Flachdächer, meist in Kassettierung, ersetzt. Der Kirchturm war zunächst freistehend (Campanile) und wurde erst in späterer Epoche dem Baukörper angegliedert. In etwas späteren Kirchengebäuden setzte sich ein eingefügtes Querschiff durch, das die Basilika vor der Apsis beschnitt und ein kreuzförmiges Grundschema ergab. In frühchristlichen Basiliken in Rom liegt die Frontseite der Kirche im Osten und die Apsis im Westen.
Der frühchristliche Sakralbau verzichtete weitgehend auf Dekorierung und Zierwerk. Die Theologen der Alten Kirche orientierten ihre Haltung in den ersten Jahrhunderten n. Chr. vornehmlich am Bilderverbot des Dekaloges und standen künstlerischen Tätigkeiten, namentlich der Kirchenmalerei, durchaus feindlich gegenüber. Malereien mit neutestamentlichen Motiven wurden erst ab dem 4. Jahrhundert verwendet, auch das Kreuz gewann als zentrales christliches Motiv erst nach dem Konzil von Ephesos im Jahre 431 zunehmend an Bedeutung.
Der frühen Kirche im Zentralbau war noch eine Basilika oder ein Atrium angegliedert. Erste Rundkirche auf dem Gebiet des Römischen Reiches war die von 372 bis 402 erbaute Kirche San Lorenzo in Mailand. Mitte des 5. Jahrhunderts entstand in Rom mit Santo Stefano Rotondo ein Rundbau mit drei konzentrischen Kreisen, in die ein griechisches Kreuz eingeschrieben war. Ein weiterer wichtiger Zentralbau aus dieser Zeit ist San Vitale in Ravenna.
Mit dem Konzil von Ephesos begann die Spaltung zwischen den Ostkirchen und der römisch-katholischen Kirche. Kuppelbasiliken und Kreuzkuppelkirchen (Markusdom in Venedig) dominierten als Architekturstil der byzantinischen Glaubensrichtung. In Konstantinopel, als wichtigstem christlichem Zentrum des Ostens, entstanden bedeutende Kirchengebäude; der am 28. Juni 550 geweihte Neubau der Apostelkirche zeichnete ebenso wie Santo Stefano Rotondo im Grundriss das griechische Kreuz nach. Weiterhin entstand von 532 bis 537 n. Chr. die Hagia Sofia als Hauptkirche der altorientalischen und später byzantinischen Kirche. Beide Gebäude sind Kuppelbasiliken, also Basiliken mit Zentralbaucharakter.
Als stilistisch eigenständig wird der kleine Zentralbau betrachtet, der sich ab den vierten Jahrhundert n. Chr. verbreitete. Er war auf geometrische Grundformen reduziert, etwa kreisförmig, quadratisch oder oktogonal und war anstatt einer Gemeindekirche eine Memoria an einem Heiligtum, ein Baptisterium oder Mausoleum.

#### Franken

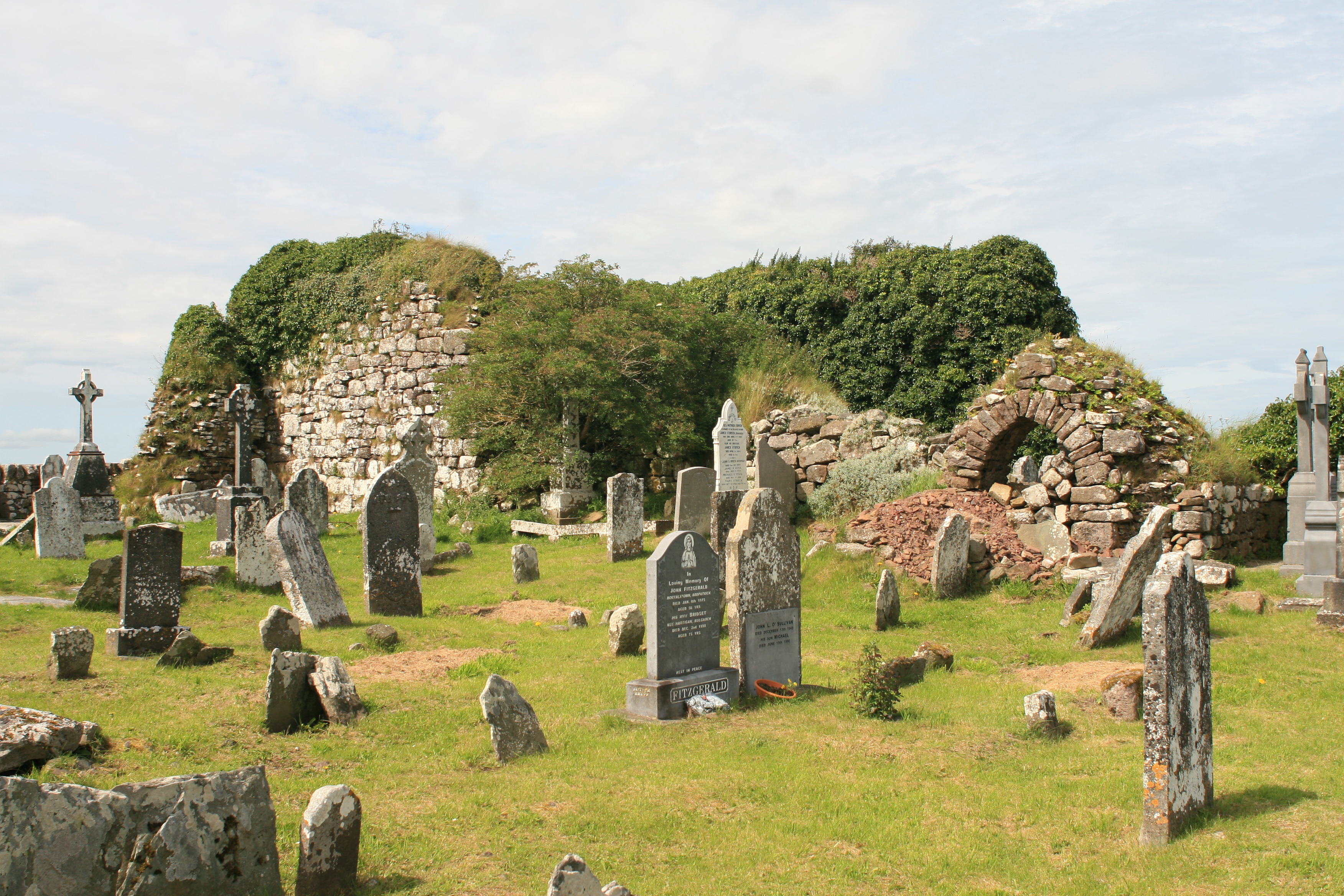
Südseite der Kirchenruine des frühchristlichen Klosters von Ardpatrick, Irland

Die mit der Völkerwanderung verbundene Verbreitung des Christentums in germanische, fränkische und gotische Gebiete führte zu einer neuen Auslegung des Kirchenbaus. Die Architekturkenntnisse der nord- und mitteleuropäischen Stämme Europas waren vergleichsweise gering, so dass der Holzbau das wichtigste Element der Sakralarchitektur wurde. Die Stabkirchen, die heute vor allem noch in Skandinavien erhalten sind, stammen aus dieser Epoche. Größere Kirchengebäude aus Stein, wie der Vorgängerbau der Kathedrale von Reims, wurden zur Zeit Chlodwigs I. gegen Ende des 5. Jahrhunderts errichtet. Der gängige Typus für größere Kirchenbauten war die mehrschiffige und schnörkellose Basilika, Zentralbauten wurden nur selten und in kleiner Ausführung errichtet.
Beim ländlichen Kirchenbau im Fränkischen Reich, insbesondere bei den weitverbreiteten Eigenkirchen, überwog die turmlose Saalkirche mit einem geosteten, eingezogenen quer-rechteckigen oder quadratischen Chor. Statt eines Glockenturms wurde ein Dachreiter aufgesetzt. Ursprünglich waren dies überwiegend Holzbauten auf Steinfundamenten, die bei Verfall in Stein (meist Feldsteine) erneuert/umgebaut wurden bei Beibehaltung des Standortes. Der Chor wurde vielfach später überwölbt und mit einem Chorturm ausstaffiert, der gelegentlich auch als Wehrturm ausgebaut wurde (Chorturmkirche). Diese frühen Kirchenbauten erinnern sehr stark an Kirchen, wie sie im 6. und 7. Jahrhundert in Irland und Schottland üblich waren. Die iro-schottischen Wandermönche brachten diesen Baustil auf das europäische Festland, als sie mit der Missionierung des Frankenreiches im 6. Jahrhundert begannen.
Nachdem Bonifatius die Kirchenorganisation des fränkischen Reiches im Auftrag des Papstes nach römischem Vorbild neu organisiert hatte, verdrängte er den irisch-fränkischen Kirchenbaustil und ließ neue Kirchen nur noch in Form der römischen Basilika mit Querschiff und Apsis errichten.

#### Britische Inseln
In der angelsächsischen Architektur überwogen bis zum 7./8. Jahrhundert in Mitteleuropa einfache Holzkonstruktionen (Beispiel Greensted), seltener wurden Sakralbauten aus Bruch- und Backsteinen errichtet. Lange hielten sich archaische Formen im Bereich der iro-schottischen Kirche, die sich auch in ihren Organisationsformen von der römischen Kirche auf dem Festland unterschied.

#### Goten
Anders als der Kirchenbau nördlich der Alpen entwickelte sich die ostgotische Sakralarchitektur. Ab 476 erlangten die Ostgoten die Herrschaft über Italien, die Westgoten übersiedelten größtenteils nach Spanien und verschmolzen mit der einheimischen Bevölkerung zu einer Ethnie. Sie adaptierten nicht nur am stärksten die römische und byzantinische Baukunst, sondern orientierten sich kulturell wie politisch an der ehemaligen Großmacht Rom. In diesem Zeitraum, insbesondere in der Hochphase des 5. und 6. Jahrhunderts, entstanden in Mittel- und Südeuropa rund 1.200 gemauerte Sakralbauten größerer Art und rund 280 Kathedralen, der Großteil davon im heutigen Italien und Frankreich.
Siehe hierzu:
- Liste der byzantinischen Kirchen auf Sardinien
- Westgotische Architektur

#### Vorromanik
Der Beginn der Vorromanik wird entweder auf die Dynastie der Merowinger um 500 oder auf die Karolingische Renaissance am Hofe Karls des Großen im späten 8. Jahrhundert angesetzt. Die karolingische Architektur zielte bewusst auf die Nachahmung der römischen Architektur. Aus der frühchristlichen und der byzantinischen Architektur wurden zahlreiche Elemente übernommen, wobei sich nach Einführung einiger Neuerungen ein eigener Stil ergab. Die Form der Basilika wurde variiert und ergänzt. Die Apsis wurde zum Chor ausgestaltet, unter diesem wurden Krypten angelegt, und der Aufschwung der Heiligenverehrung erforderte zusätzliche Altäre in Kirchen. Darüber hinaus wurde das Westwerk entwickelt, eine dem Kirchenraum vorgelagerte Eingangshalle.
Zur Zeit der Ottonen wurden die Innovationen der karolingischen Epoche weiter entwickelt. Insbesondere die räumliche Gliederung wurde durch Säulen und Nischen harmonisiert, die Basilika wurde tendenziell vergrößert, ebenso die Krypta, für die ein eigener Raum (Hallenkrypta) oder bis zu zweistöckiger Anbau errichtet wurde.

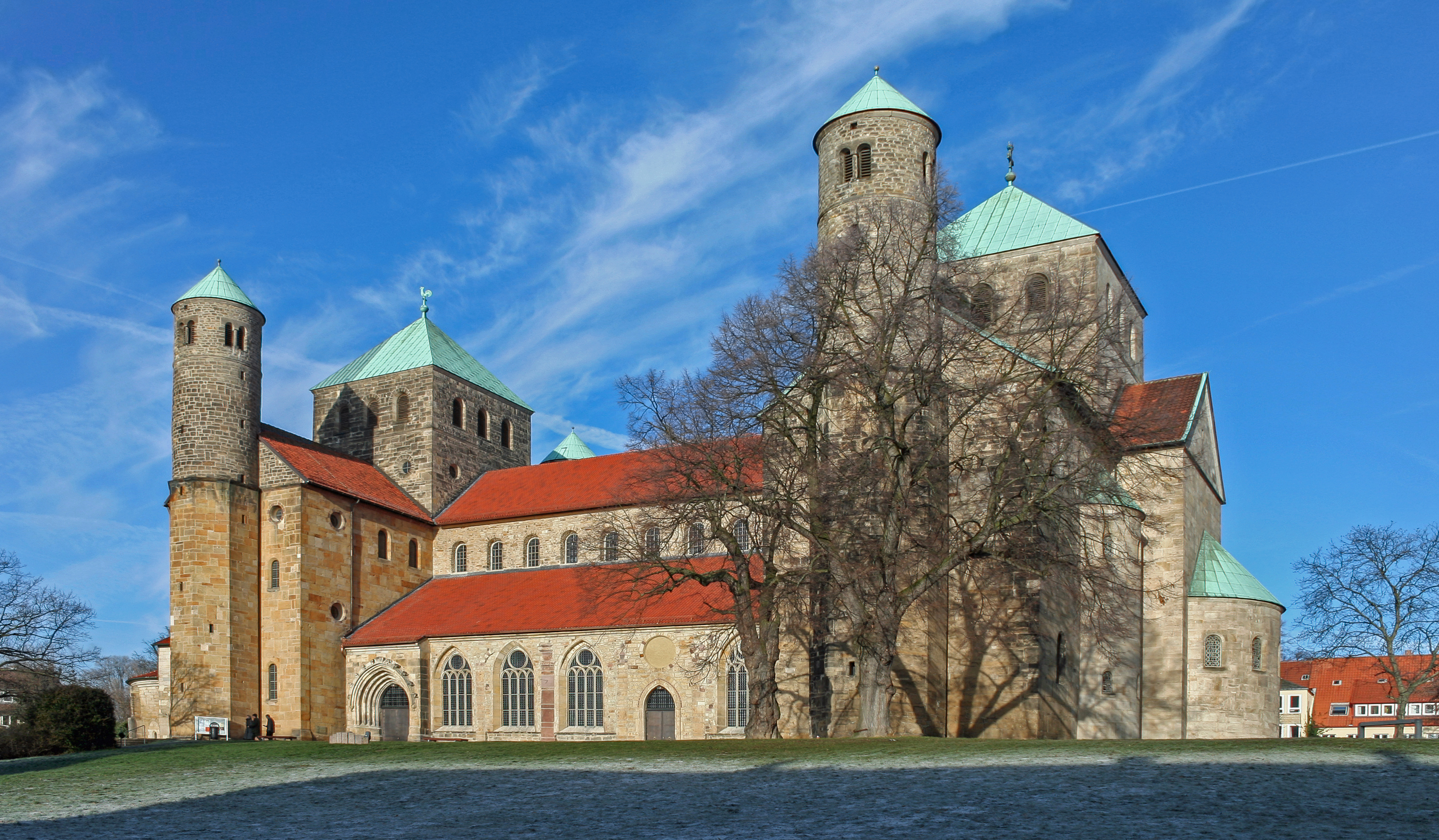
Ottonische Michaeliskirche Hildesheim
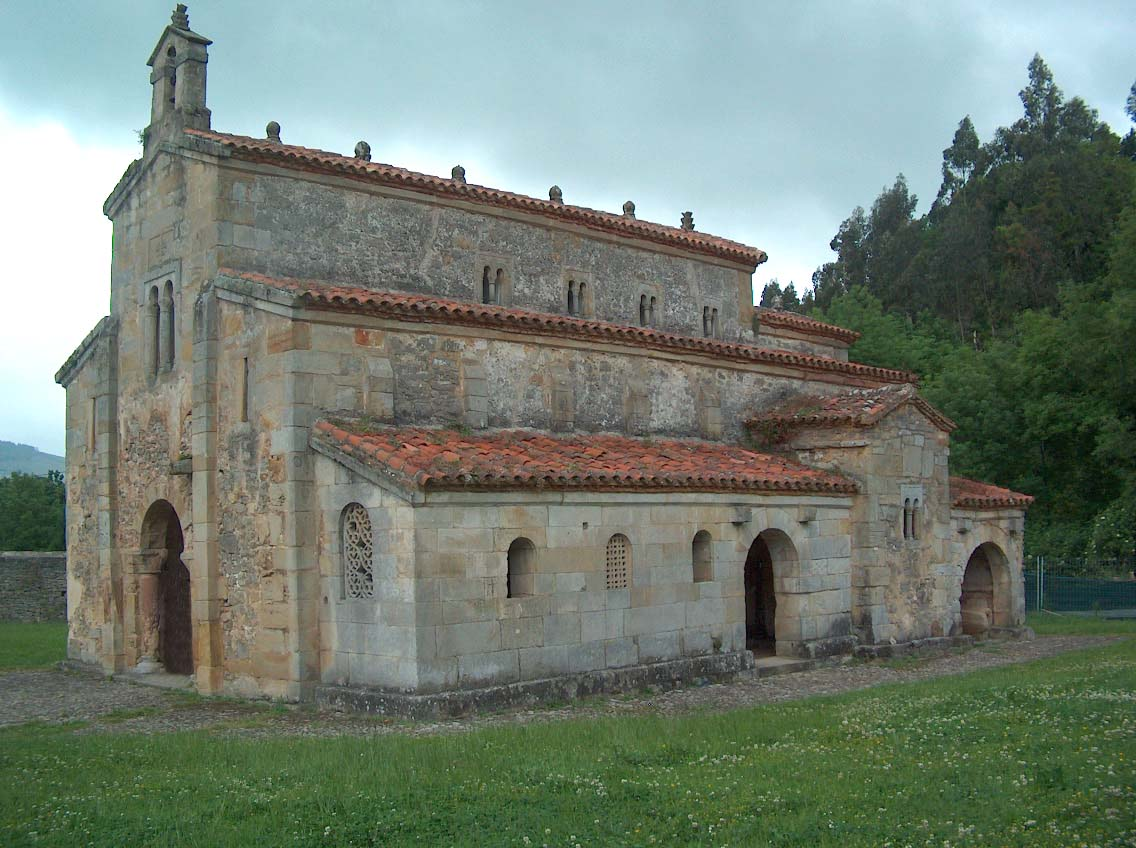
San Salvador de Valdediós, 9. Jh.
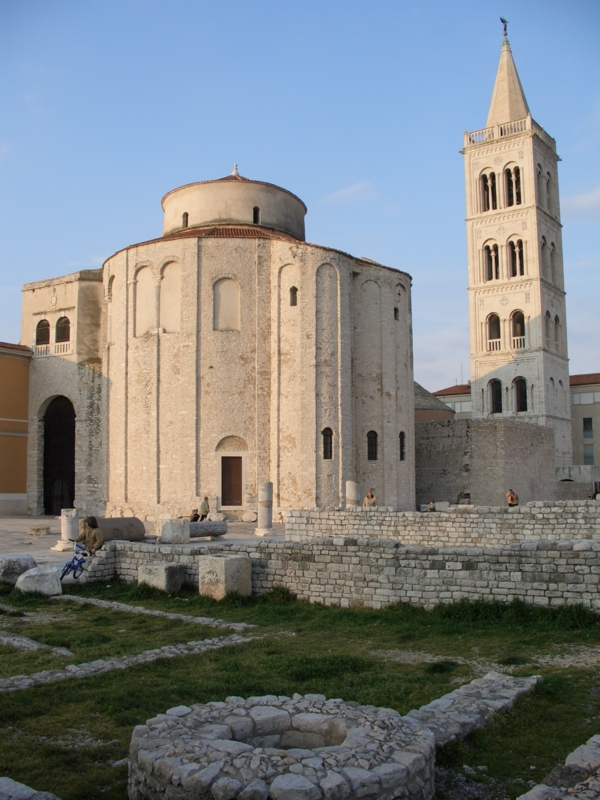
Kirche Sv. Donat in Zadar

Seit der Jahrtausendwende wurden die Kirchen mehr und mehr aus Stein erbaut, vor allem durch Benediktiner, später auch durch Zisterzienser. Sie bescherten der Christenheit „ein Kleid weißer Kirchen“, wie Rodulfus Glaber sie in Unterscheidung zu den älteren Holzkirchen nannte.

### Römische Kirche und Ostkirchen

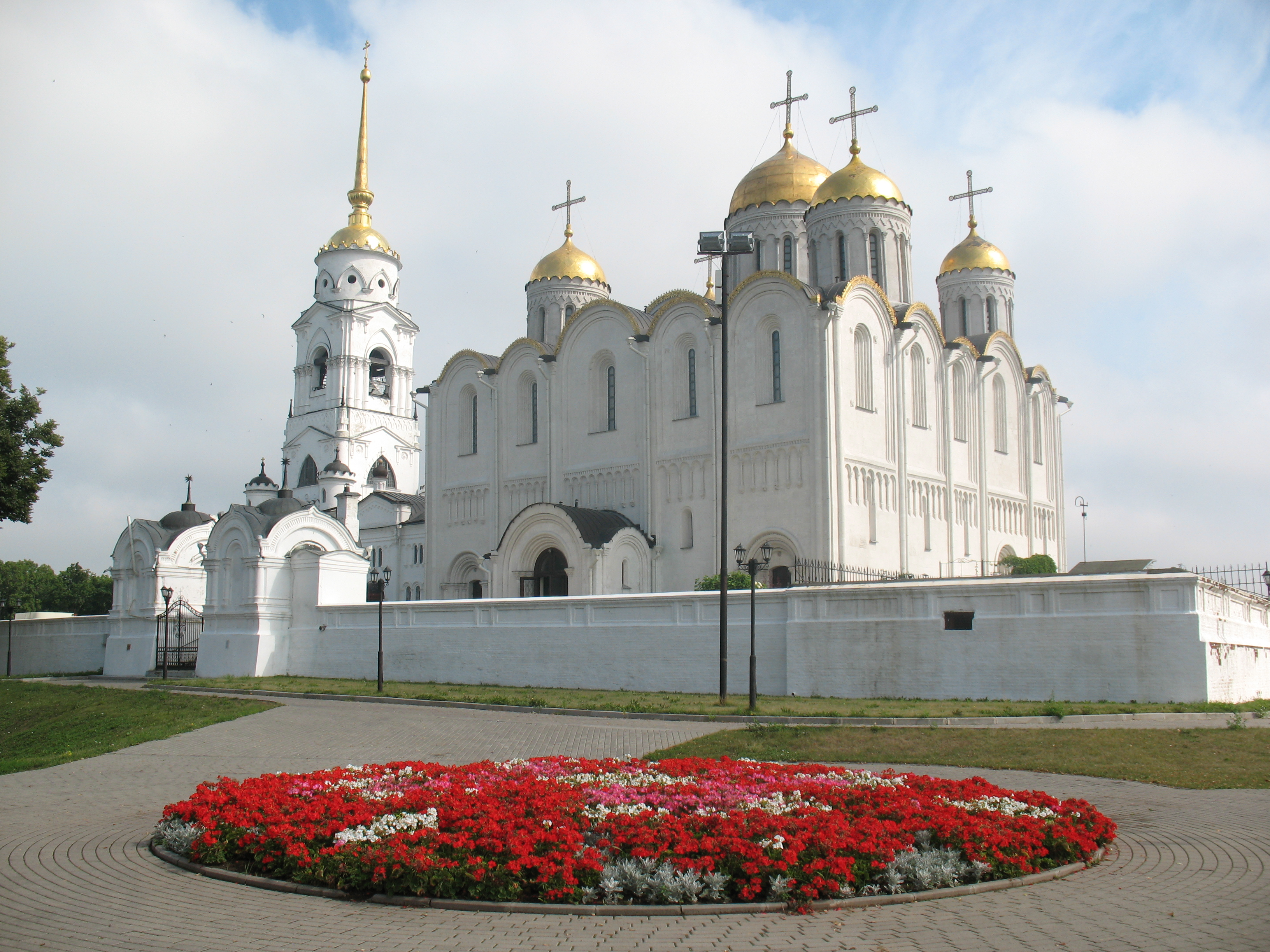
Uspenski-Kathedrale in Wladimir, 1158–1189

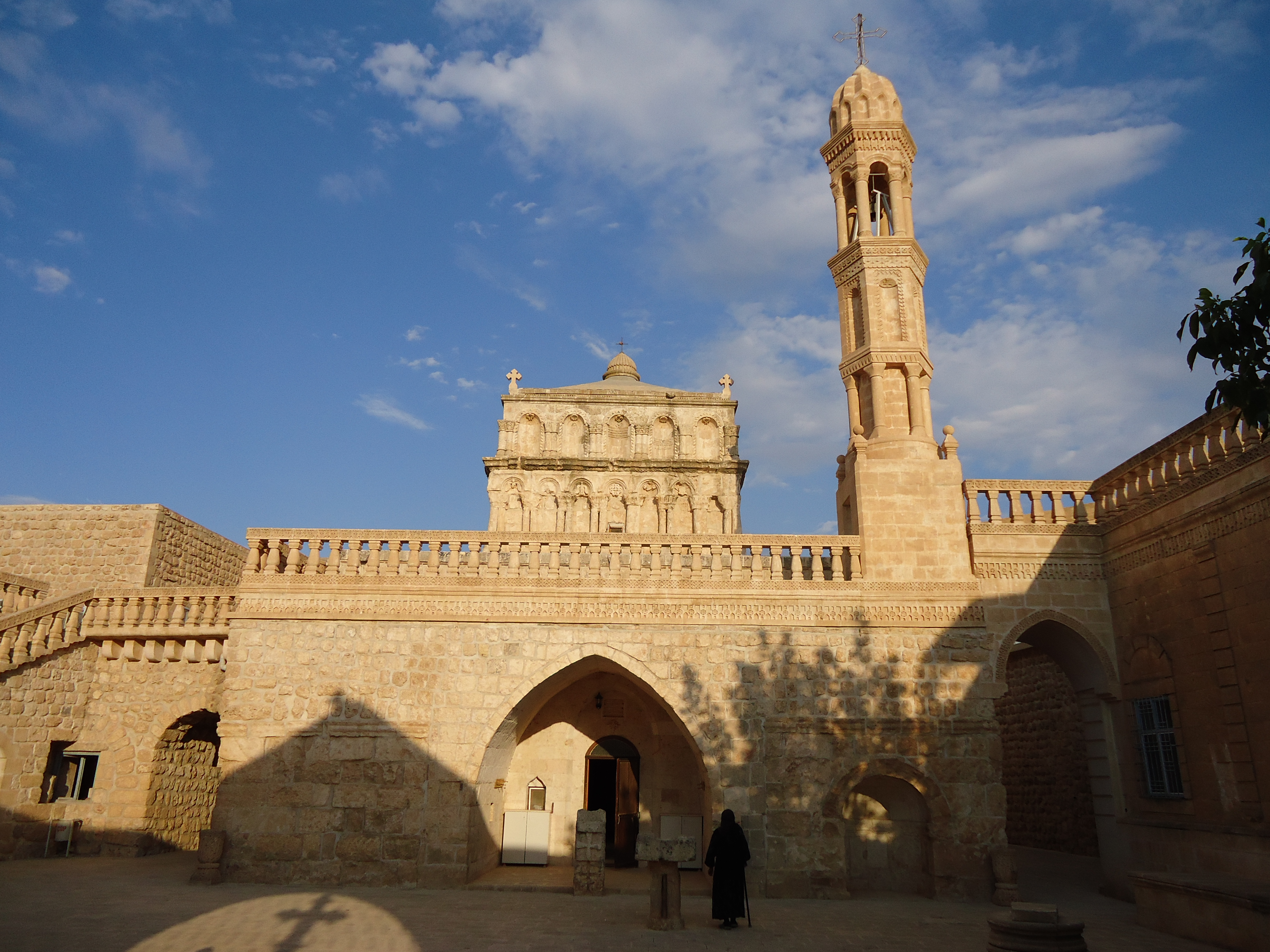
Syrisch-Orthodoxe Mutter-Gottes-Kloster in Hah Tur-Abdin, erbaut im 4. Jahrhundert nach Christus

Seit Mitte des 9. Jahrhunderts lebten sich die römische Kirche (Primat des Papstes) und die byzantinische Kirche zunehmend auseinander. Liturgische Unterschiede bedingten unterschiedliche Anforderungen an die Kirchengebäude. Dem Ökumenischen Patriarchat von Konstantinopel unterstand bis ins 11. Jahrhundert auch Süditalien, bis zum 15. Dezember 1448 auch die russische Kirche, die heute autokephalen Kirchen Südosteuropas noch länger. Die koptische Kirche, die syrische einschließlich der georgischen und die Armenische Apostolische Kirche führten schon seit 451 ein Eigenleben. Um die Adria und in Süditalien mischten sich die Einflüsse. Ansonsten hatten diese Kirchen lange Zeit nur geringe Verbindungen zur abendländischen Stilentwicklung. Die Kreuzzüge schufen zwar Kontakte aber auch Angst vor Bevormundung (Vgl. Lateinisches Kaiserreich). Noch um 1475 erhielt der Renaissancebaumeister Aristotele Fioravanti für die Uspenski-Kathedrale in Moskau ausdrücklich den Auftrag, sie nach russischen Traditionen zu errichten.

### Romanik
Um 1000 bis 1200 nach Christus verbreitete sich der romanische Stil in Europa. Politische und wirtschaftliche Stabilität führten zu einer neuen Blütezeit. Obwohl der Begriff Romanik namentlich auf die Tradition römischer Baukunst verweist, stellt der Architekturstil eine Entwicklung west- und mitteleuropäischer Baukunst dar und setzt die Ansätze der karolingischen und ottonischen Architektur fort.
Die romanische Baukunst wirkt sehr voluminös und massiv. Typisch sind Rundbögen, ein vergrößertes kompaktes Westwerk, Türme in runder oder oktogonaler Form sowie Würfelkapitelle auf den Säulen. In frühromanischer Epoche finden sich flache Kassettendecken, später dann Kreuzgratgewölbe. Die Raumweite vergrößert sich erheblich, vor allem die Basilika wird mit Chorumgang, Kapellenkranz und erweiterter Stützenweite neu dimensioniert. Skulpturen und Glasmalerei werden formenreicher und zeigen epischere Motive. Ein Zierelement der romanischen Baukunst ist die Zwerggalerie.

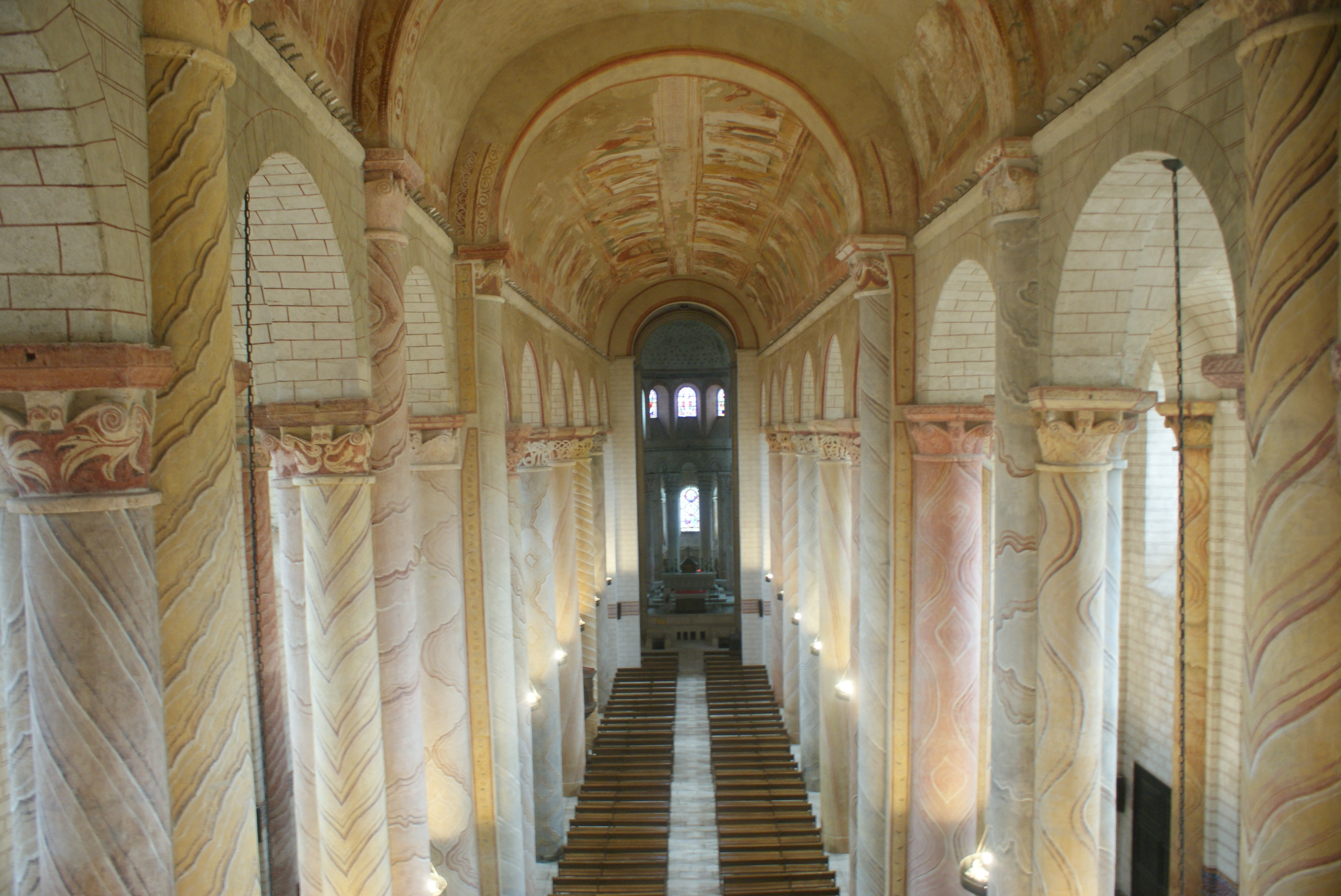
Tonnengewölbe mit Gurtbögen: Abteikirche in Saint-Savin im Westen Frankreichs
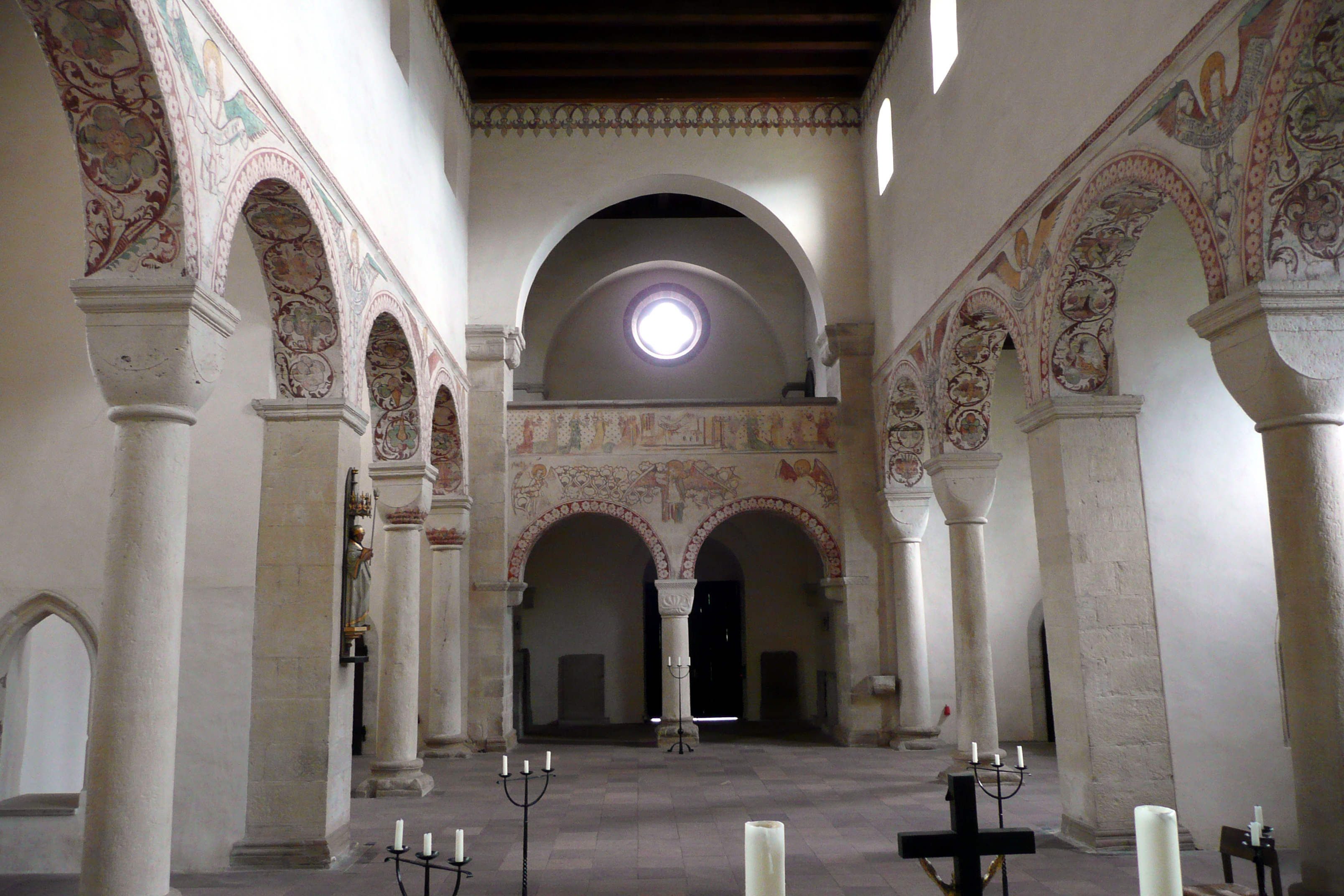
Abteikirche Bursfelde, ab 1093: Basilika mit flachen Decken
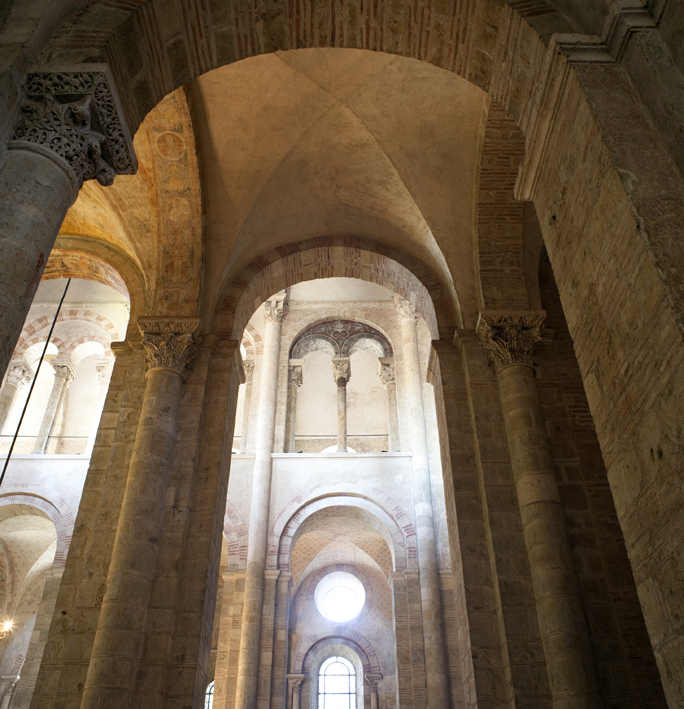
Basilika Saint-Sernin in Toulouse um 1100: Rundbögen und Kreuzgratgewölbe
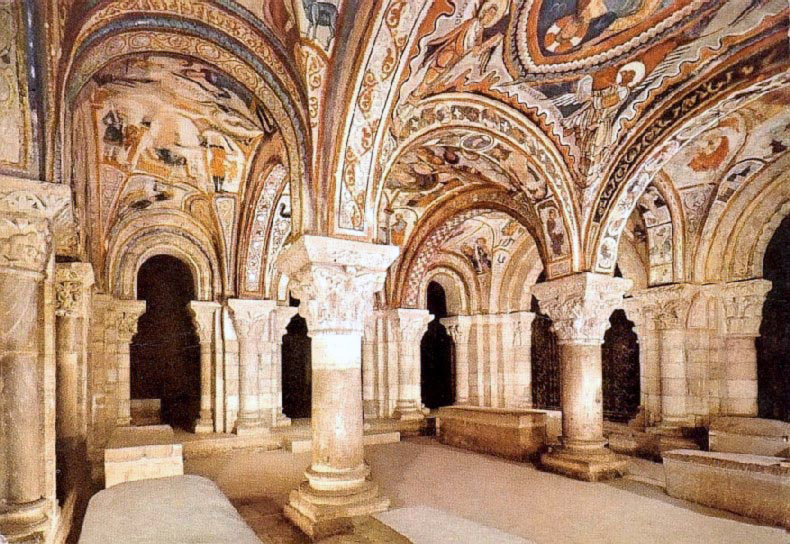
Bemalte Krypta der Basilika San Isidoro in León, Spanien
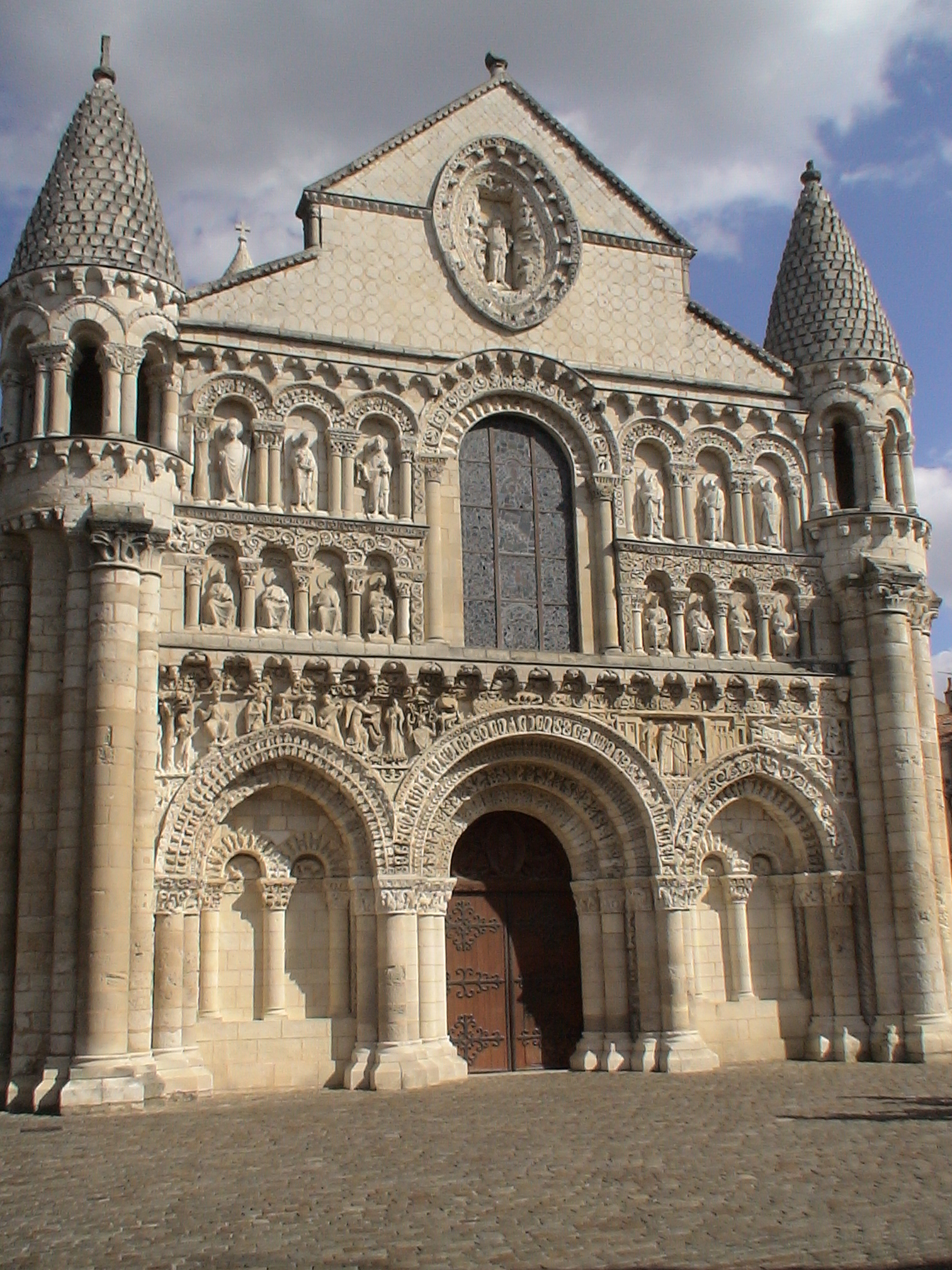
Notre Dame la Grande in Poitiers, vollendet 1150
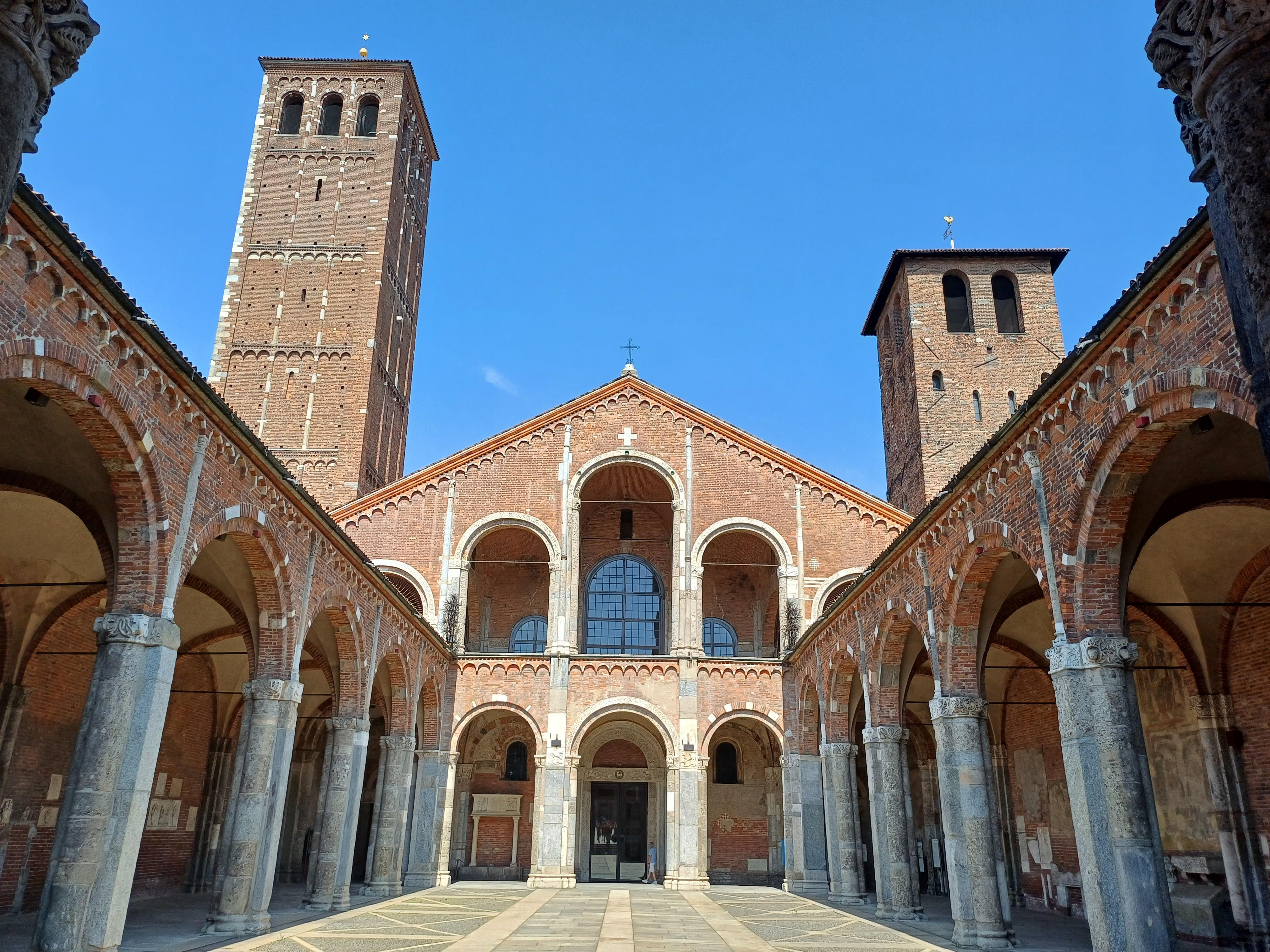
Atrium und Westportal von Sant’Ambrogio in Mailand, um 1090 romanisch umgestaltet
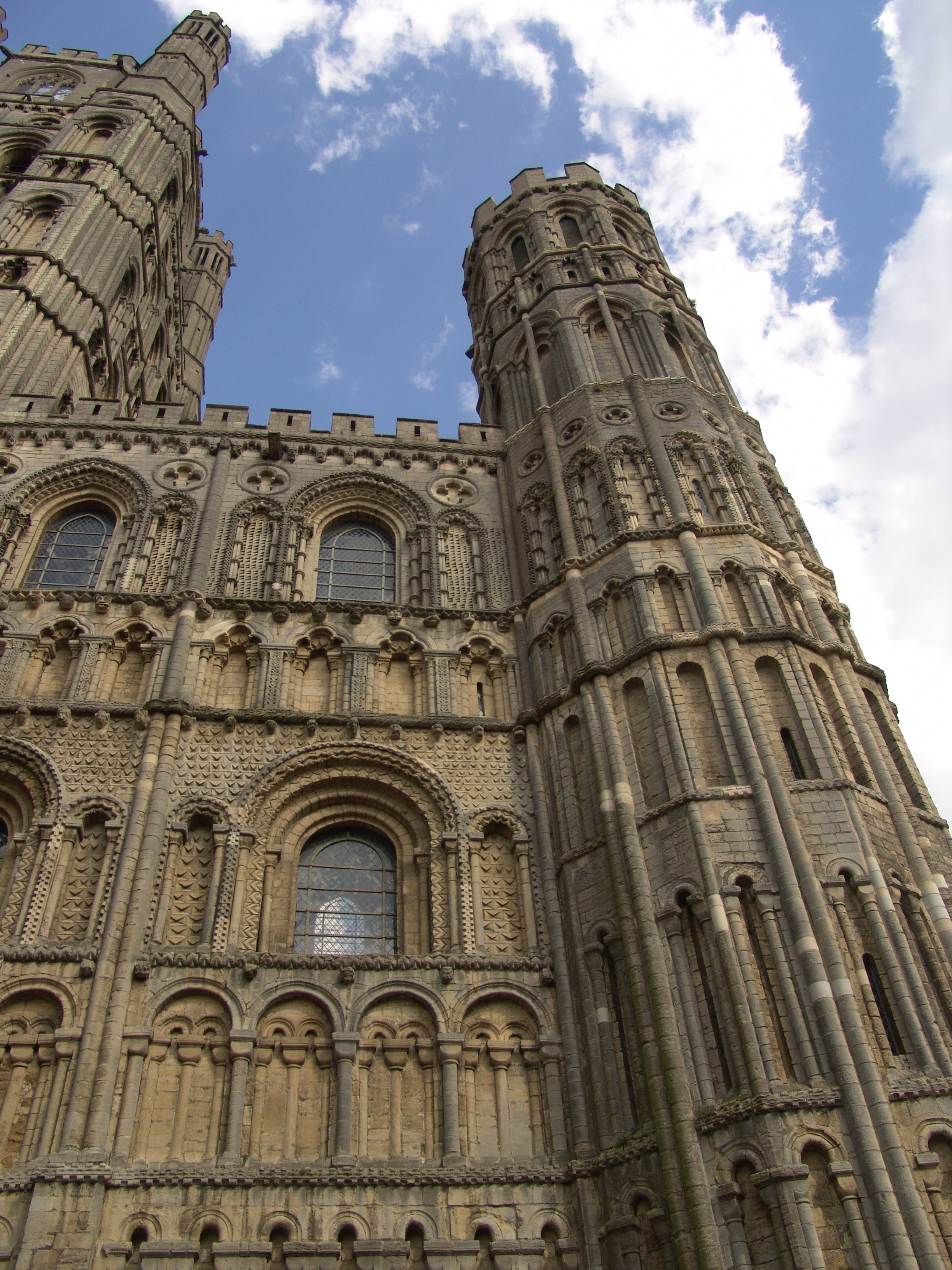
Südwestliches Querschiff der Kathedrale von Ely, um 1100

### Gotik
Die Gotik entstand um 1140 in der Île-de-France und hielt sich nach der Verbreitung in ganz Europa am längsten in Großbritannien. Sie grenzte sich deutlich von der Kompaktheit der Romanik ab und bediente sich in großem Umfang der Symbolik und Allegorie. Es wurden erstmals Spitzbögen, Kreuzrippengewölbe und Strebepfeiler verwendet, so dass auf massive Mauern als statisches Trageelement verzichtet werden konnte. Fensterflächen wurden durch diesen Vorteil erheblich vergrößert und bewirken eine hellere und freundlichere Atmosphäre im Innenraum. Die Kirchenschiffe wurden höher. Pfeiler und Säulen wurden schlanker, typisch aber längst nicht allgemein verbreitet war ihre Gestaltung als Bündel von Diensten. Auch Kirchtürme wurden erhöht und traten deutlich aus dem Baukörper heraus.
Auf Vierungstürme wurde nun in Frankreich oft, in Deutschland fast ganz verzichtet. In England und Spanien wurden sie verfeinert. Der Ehrgeiz, die Möglichkeiten der Statik auszureizen, ließ so manchen Turm einstürzen.
Besonders in Deutschland und den Niederlanden, aber auch anderswo, nicht zuletzt in Spanien, gestaltete man viele Kirchenschiffe als Hallenkirchen, in der alle Gewölbe etwa gleich hoch waren.
Mit dem hochmittelalterlichen Landesausbau verdichtete sich die bäuerliche Bevölkerung und zahlreiche Städte wurden gegründet, von denen einige zu erheblichem Wohlstand kamen. Damit nahmen Zahl und Größe der Pfarrkirchen zu, aber auch der innerstädtischen Klosterkirchen. Besonders aufwändig gestaltet wurden wie schon in die Romanik viele Kathedralen. Zwei der bedeutendsten gotischen Kathedralen Frankreichs, Notre-Dame de Paris und Notre-Dame de Reims, waren gleichzeitig Orte der wichtigsten Zeremonien des Königreichs. Mehrere der bedeutendsten gotischen Kirchen Deutschlands wurden jedoch als Stadtpfarrkirchen errichtet und sind es bis heute geblieben, so die Marienkirchen in Lübeck und in Rostock und das Ulmer Münster. Das Freiburger Münster wurde erst lange nach seiner Fertigstellung zur Kathedrale.
Viele gotische Kirchen weisen Bauteile auf, die noch im romanischen Stil errichtet wurden. Mehrere der bekanntesten gotischen Kirchen blieben jahrhundertelang unvollendet, nachdem die Gotik aus der Mode gekommen war. Während dem Ulmer Münster kaum mehr fehlte als die oberen Geschosse des Turms, wurden der Kölner Dom und der Prager Veitsdom zu annähernd der Hälfte erst im 19. Jahrhundert errichtet, wenn auch weitgehend nach den mittelalterlichen Plänen.

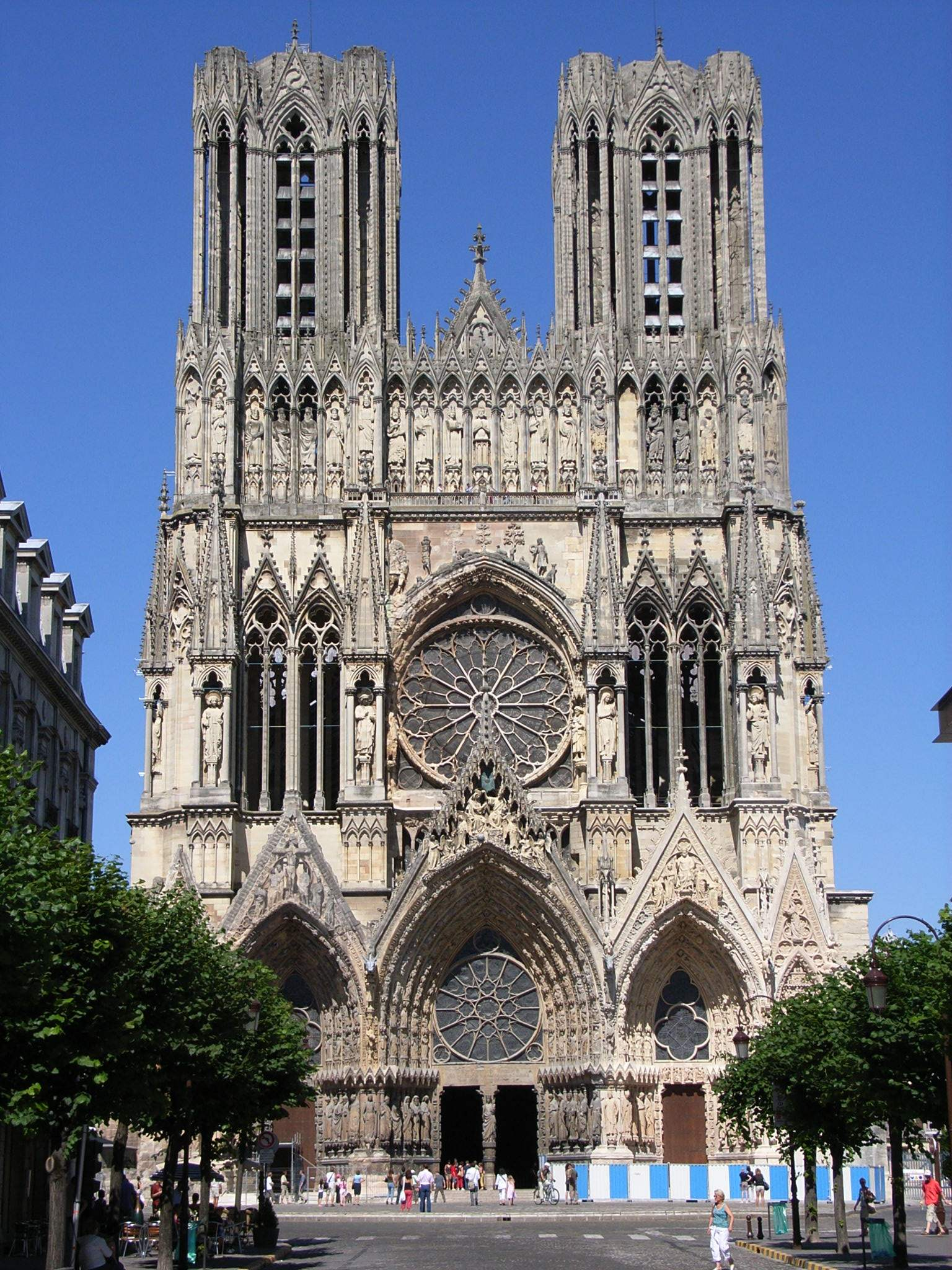
Kathedrale Notre-Dame de Reims, Portale mit Wimpergen, Rosette
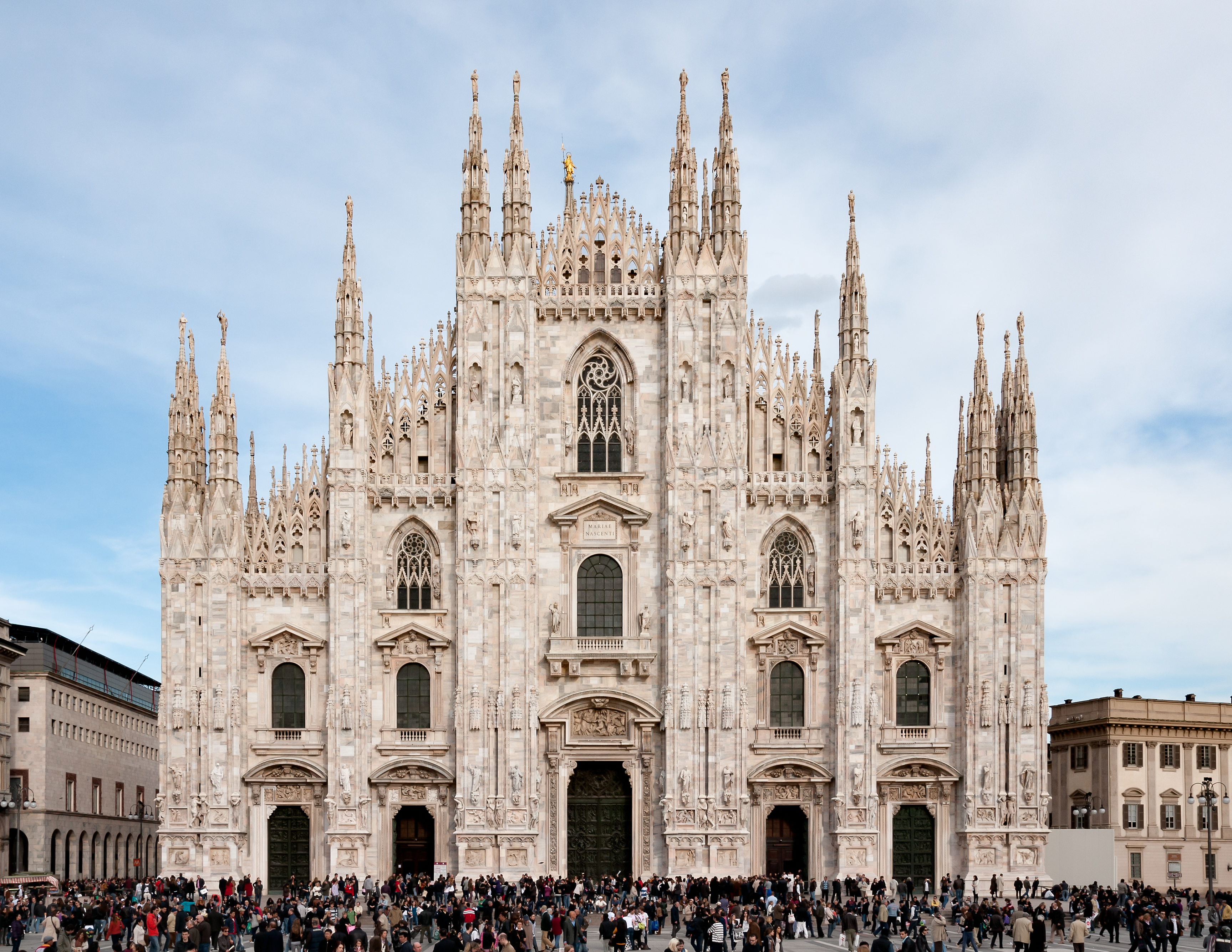
Mailänder Dom, drittgrößte Kirche und der umfangreichste Marmorbau der Welt
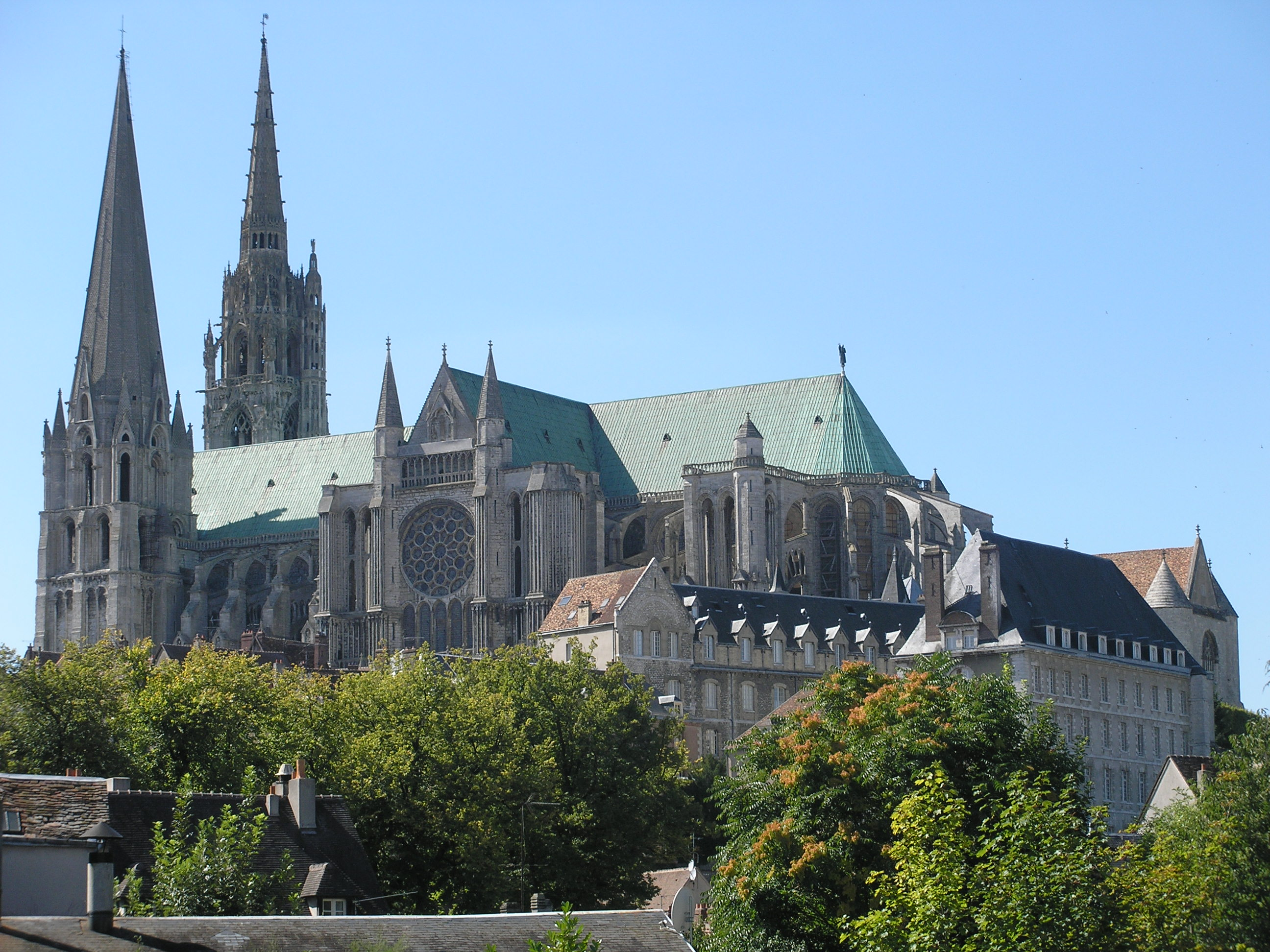
Kathedrale von Chartres, gotische Kreuzbasilika
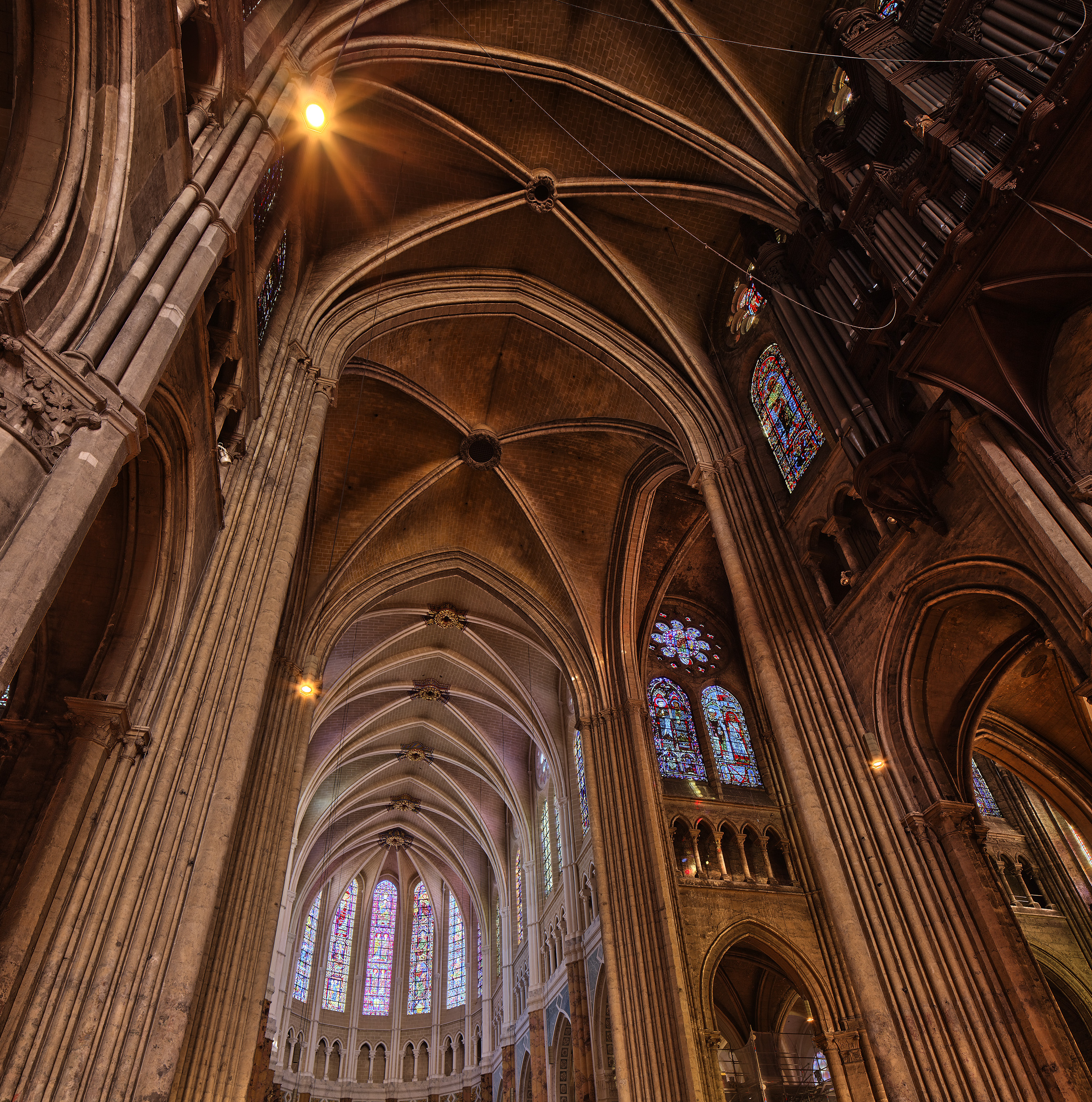
Vierung und Chor der Kathedrale von Chartres, Kreuzrippengewölbe
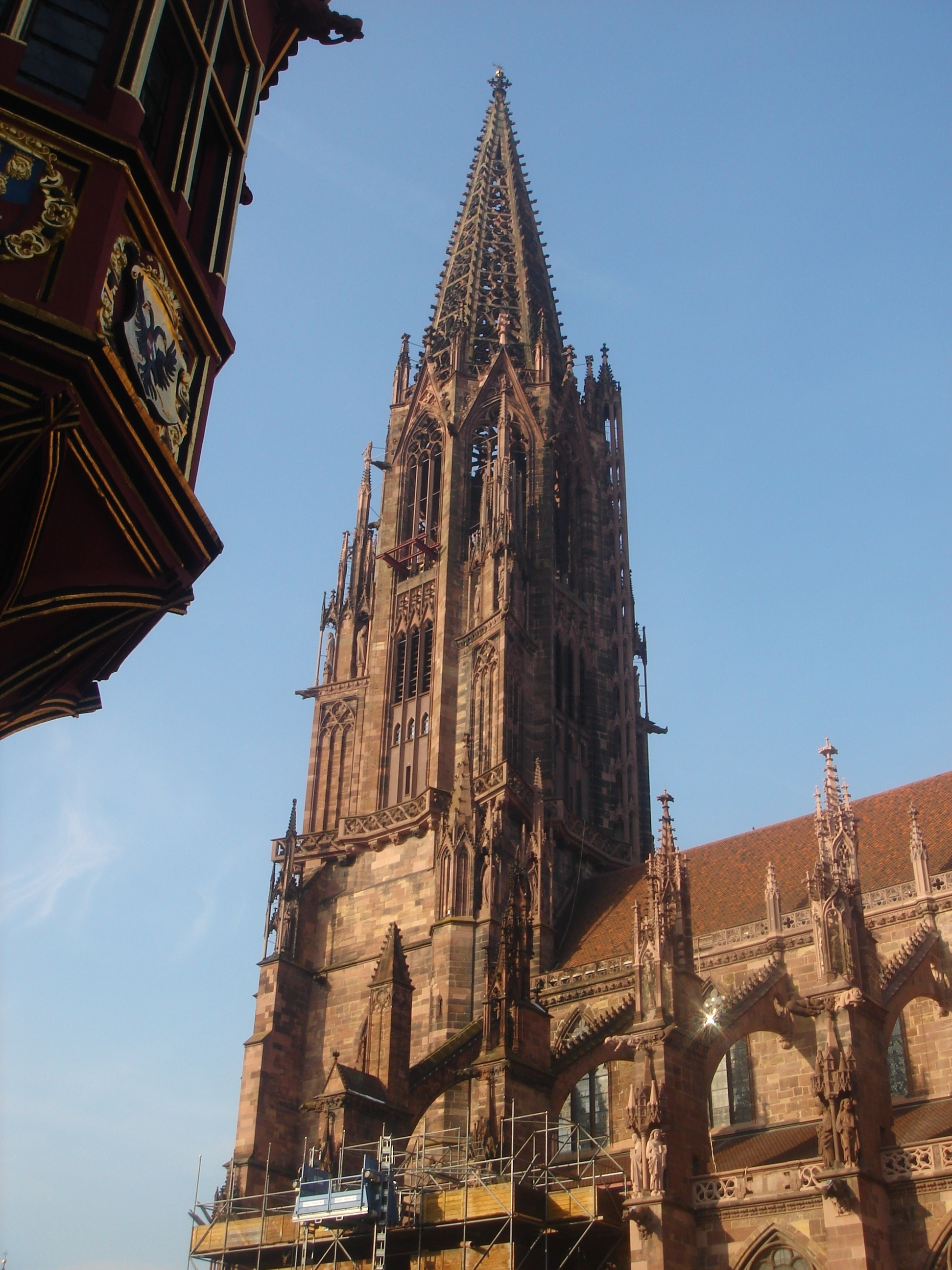
Maßwerkturm und Strebepfeiler des Freiburger Münsters
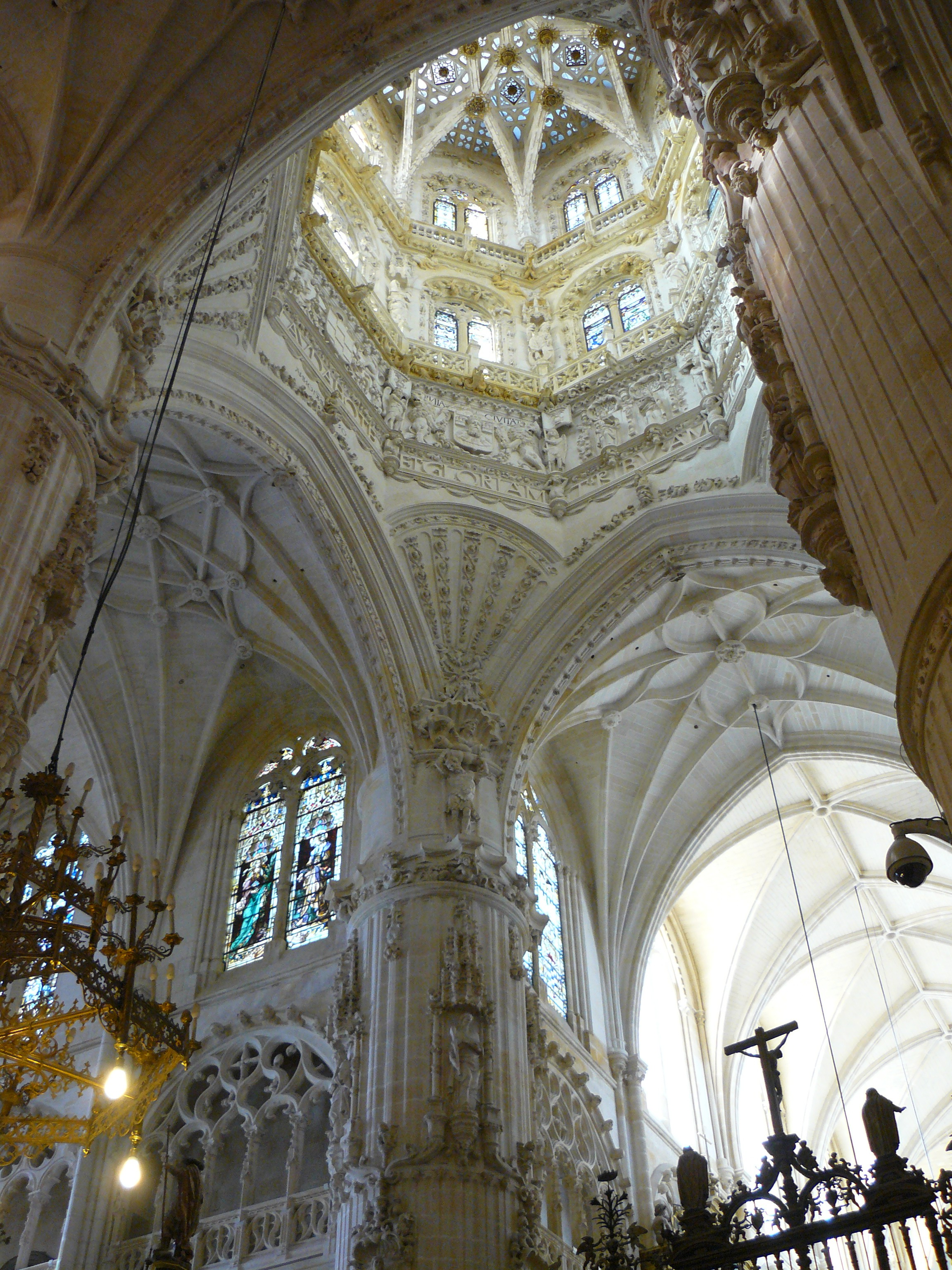
Vierungsturm der Kathedrale von Burgos, Altkastilien
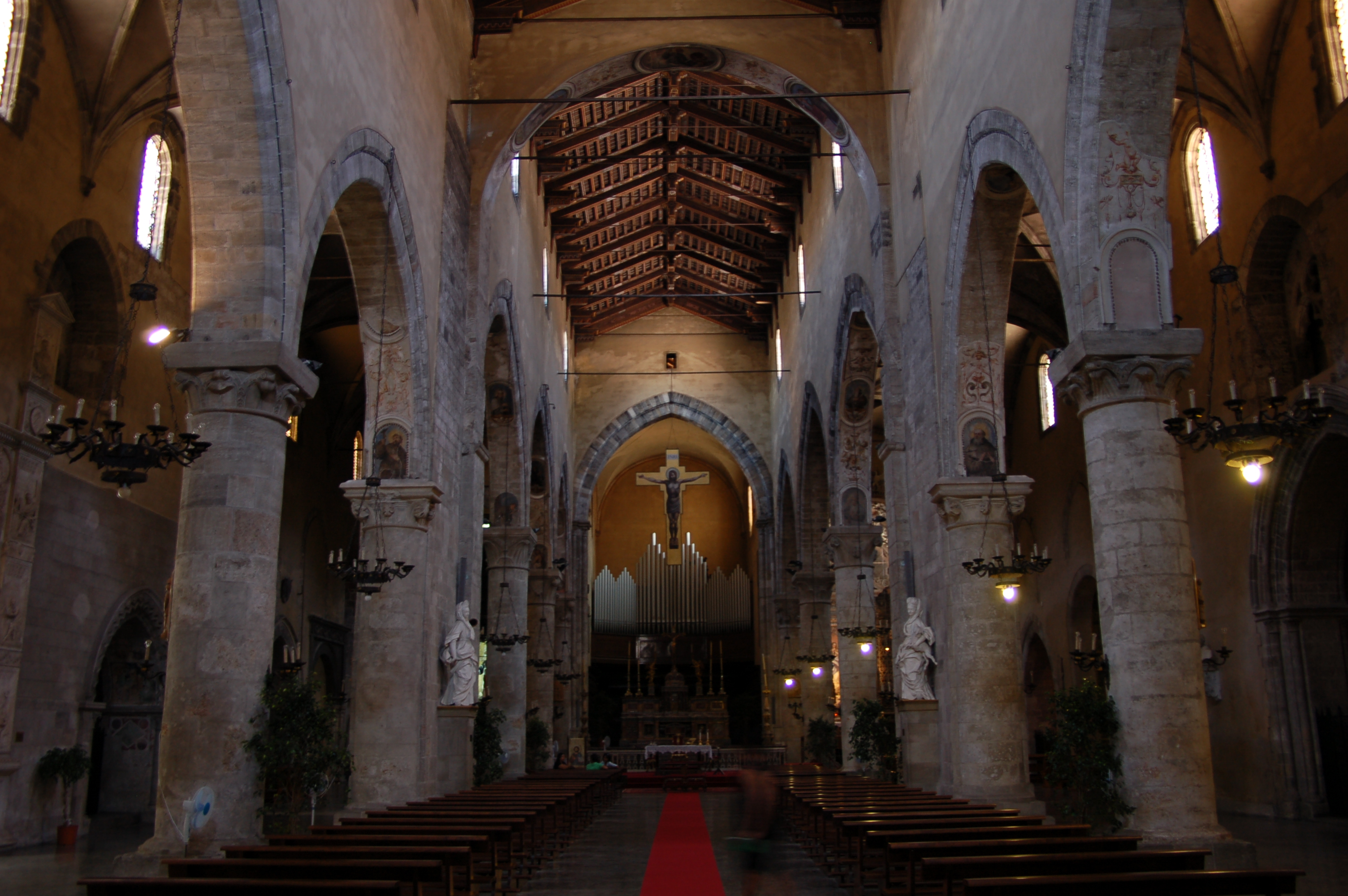
San Francesco d’Assisi in Palermo, gotische Basilika in Sizilien
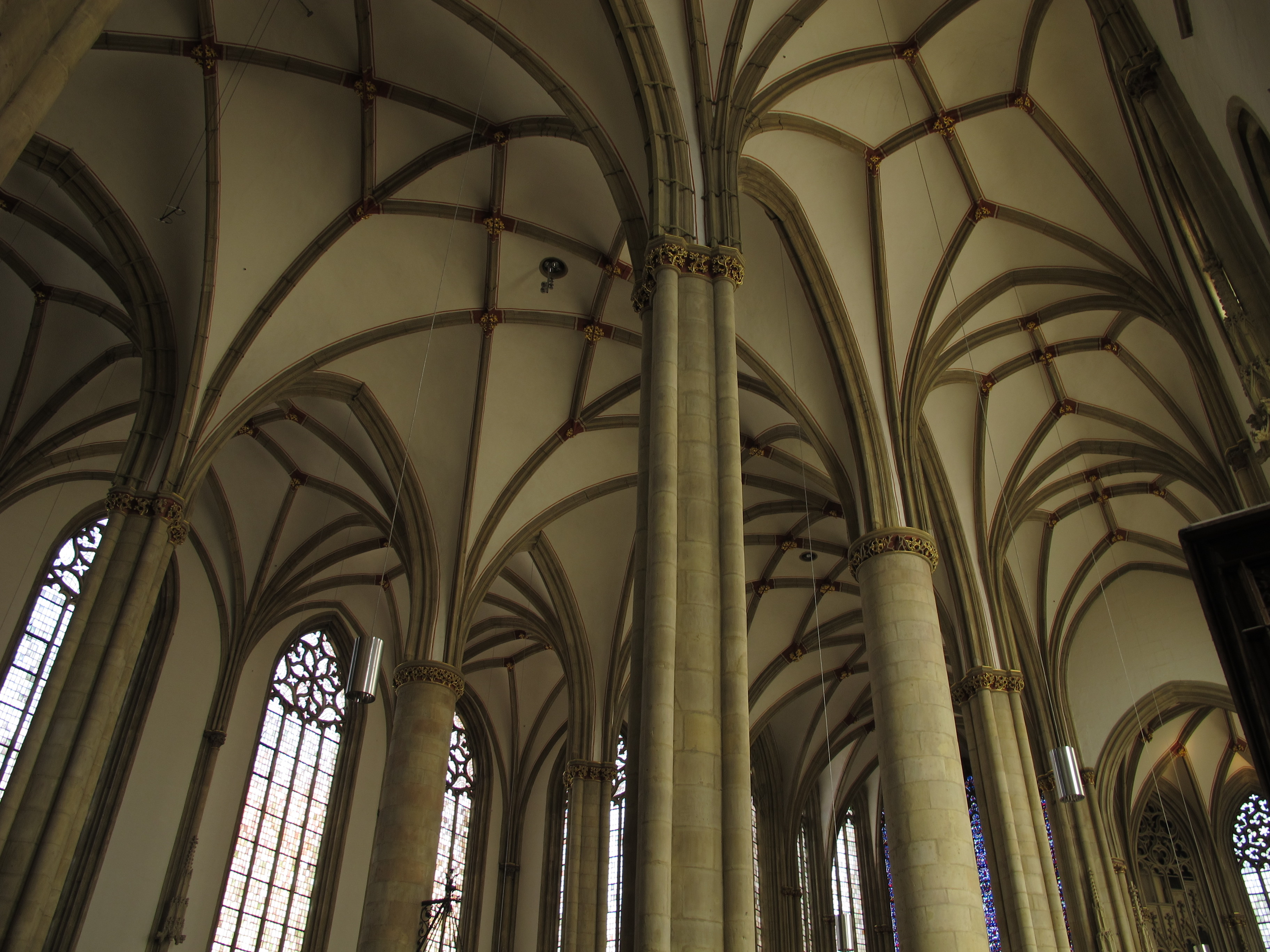
St. Lamberti in Münster, Hallenkirche
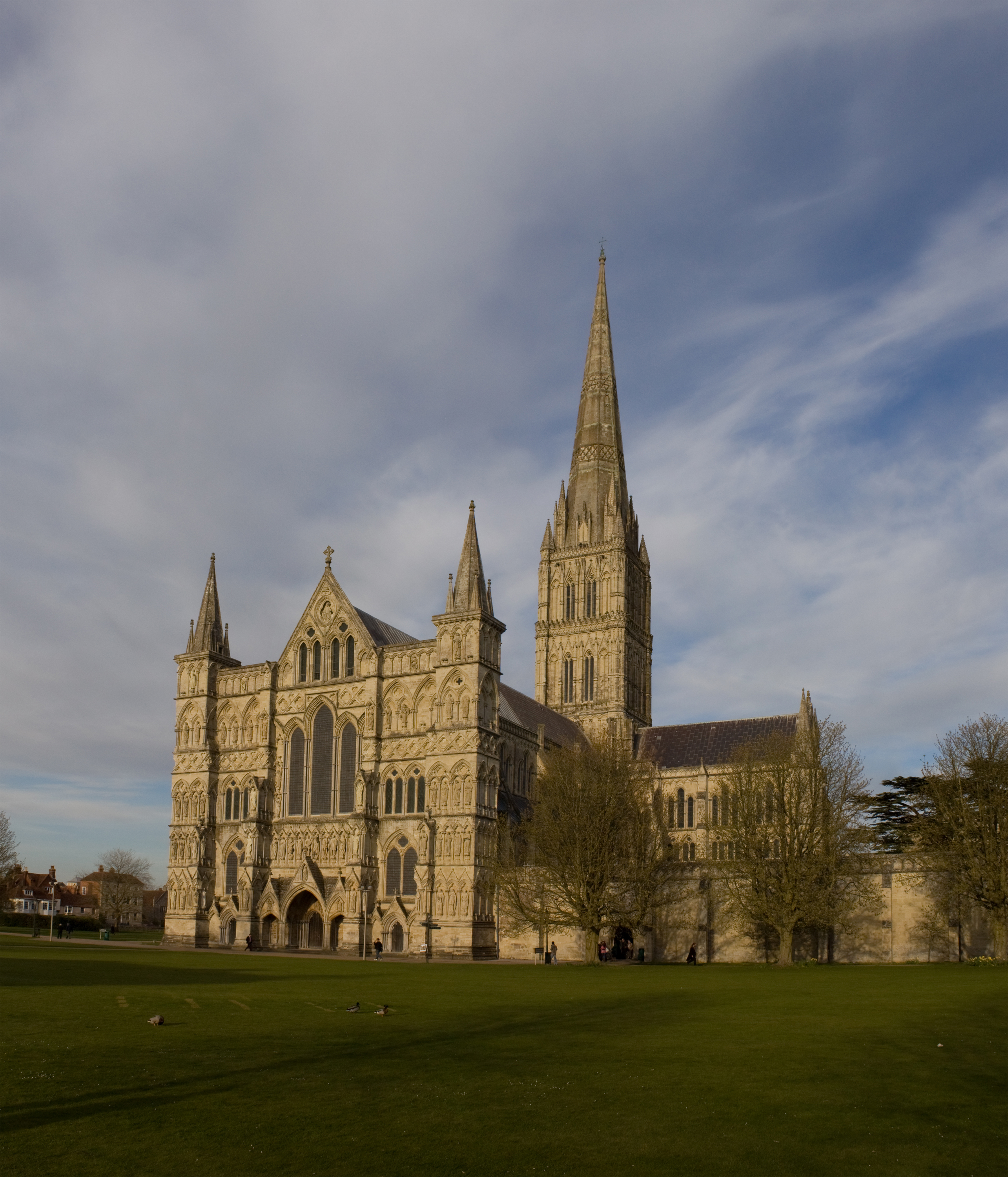
Englische Frühgotik: Salisbury Cathedral mit hohem Vierungsturm
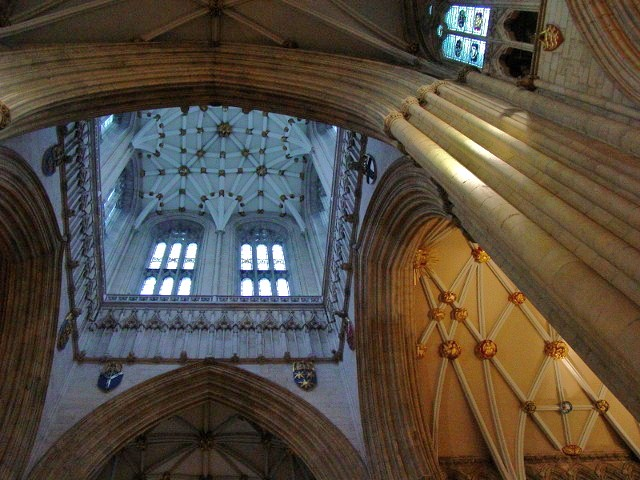
Vierungsturm des York Minster
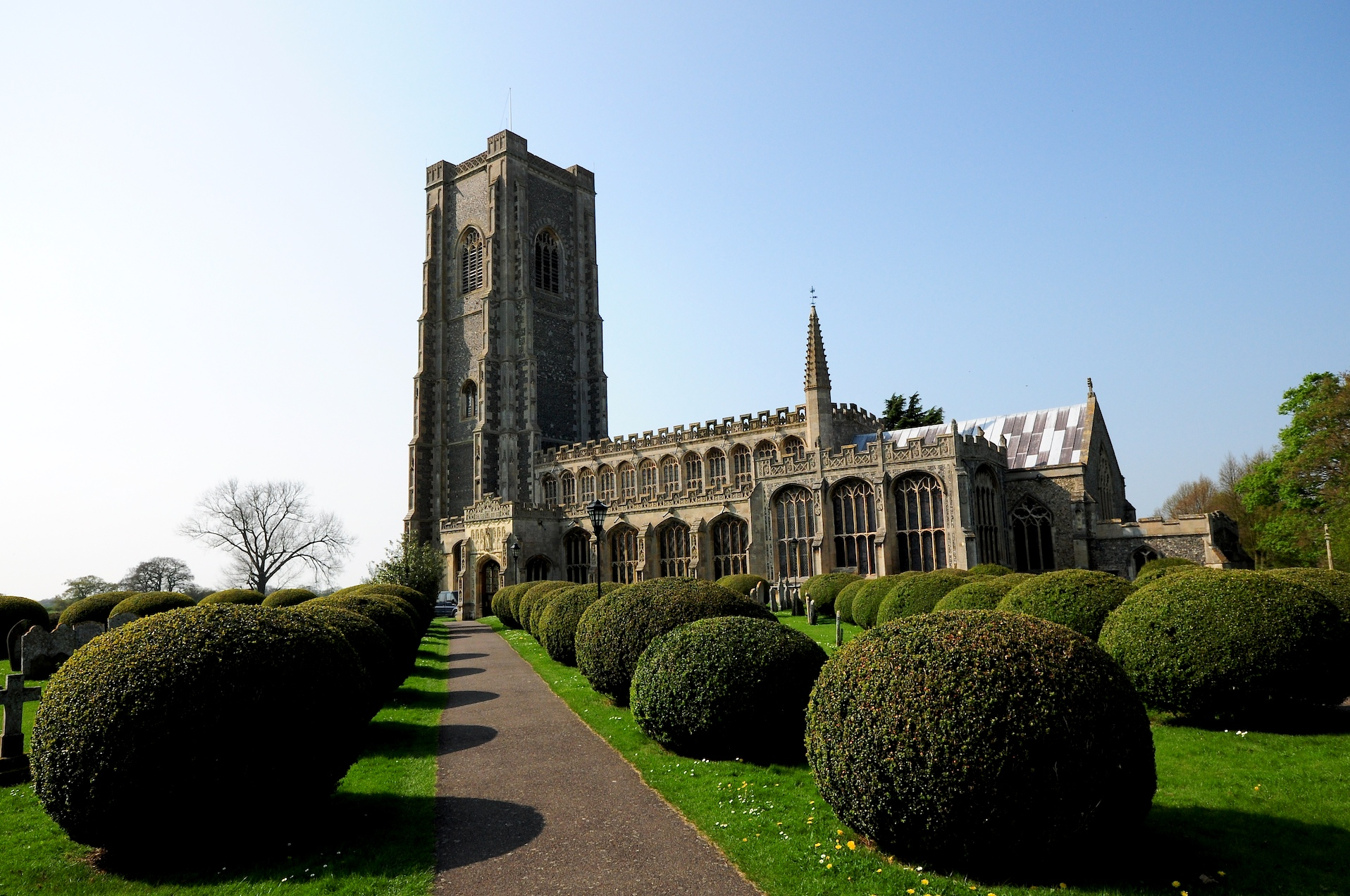
Englische Spätgotik: eine Wool Church in Lavenham (Suffolk)

### Nachgotik, Renaissance

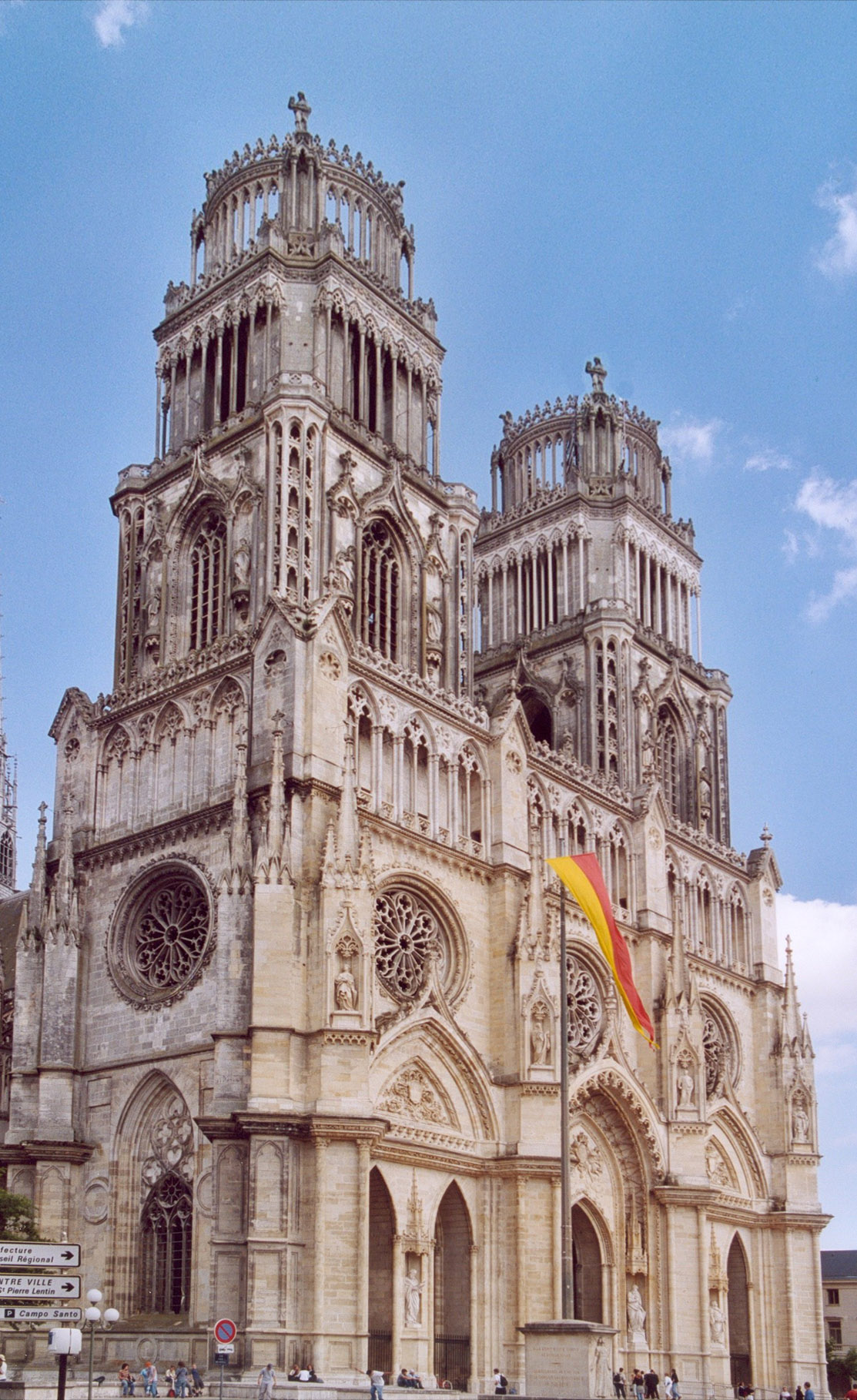
Mit dem Bau der Kathedrale von Orléans wurde 1601 begonnen

Im 15. und 16. Jahrhundert wirkten sich der ethische und gesellschaftliche Wandel des Humanismus und der Reformation auf den Kirchenbau aus. Tendenziell bediente man sich noch der Formensprache der Gotik, versuchte aber mit gestalterischen Mitteln vom Stil abzugrenzen. Die Standardform der Basilika trat zurück und man wendete sich vermehrt der Hallenkirche und der Saalkirche zu. Durch weitgehenden Verzicht auf den Einsatz von Fiale und Wimperg wurde auch in katholischen Kirchen die gotische Bausprache wesentlich vereinfacht und der Raum wurde – im Sinne der Vorstellungen der Renaissance – einheitlicher. Die klassischen Elemente der Renaissance, etwa Säulen und klassische Kapitelle, ergänzten oft eine gotische Formensprache.
Im protestantischen und reformierten Bereich, wo die Wortverkündigung einen zentralen Stellenwert einnahm, entstanden gerade in der Renaissance und dann im Barock als Sonderform von Hallenkirchen zunehmend Predigtkirchen in der Bauform von Querkirchen, in denen die Blick- und Hörrichtung der Gemeinde auf den Verkündigungsort, die Kanzel, konzentriert wird und die somit als einzige rein protestantische Sakralbauform bezeichnet werden kann.

### Barock
Zwischen 1545 und 1563 verfasste die katholische Kirche das Konzil von Trient und leitete die Gegenreformation ein. Der Katholizismus versuchte seit ca. 1540, den Protestantismus durch Diplomatie, staatliche Repression und eine missionarische Rekatholisierung zurückzudrängen. In dieser Situation entwickelte sich aus dem Manierismus der Barock, der sich ab 1575 von Italien aus in Europa und mit der Kolonialarchitektur auch in den europäischen Kolonien in Übersee verbreitete.
Wie auch in der Profanarchitektur war der Barock eine Hochphase der Bauaktivität, im Mittelpunkt stand die repräsentative Darstellung des Gebäudes und der neuen theologischen Dogmen. Ausgehend von der Formensprache der Renaissance, wurde sie im Barock überproportional gesteigert. Kuppeln und Kapitelle wurden mit überwallenden Dekor und Gesimsen bereichert und Stuckfiguren gingen in perspektivische Deckenfresken über. Eine barocke Kirche wurde erstmals als Gesamtkunstwerk angesehen und der Kirchenraum konzeptionell vereinheitlicht. Der Langbau trat gegenüber dem Zentralbau zurück, oft wurden beide Bautypen kombiniert. Trotz der dynamischen Formen wurde ein Ausdruck der Strenge gewahrt. Die Gewölbe, die schon in der Gotik Verwendung fanden, wurden zu Muldengewölben und Spiegelgewölben mit rechteckigen und runden Grundriss staffiert. Ein Novum ist außerdem die Stichkappe, ein parallel zum Langbau laufendes Gewölbe, meist mit Nischen für Fensterflächen. Die ausladende Dekoration in floraler Ornamentik und mythologischen Motiven steigert sich um 1720 zur Stilepoche des Rokoko. In der späten Phase des Barock und Rokoko entstanden, vor allem in Süddeutschland, kleinere Saalkirchen.
Der Protestantismus bevorzugte in dieser Epoche Querkirchen, um alle Gottesdienstteilnehmer möglichst nahe bei Kanzel und Altar zu platzieren. Eine neue Entwicklung der reformierten Kirche war der Kanzelaltar.

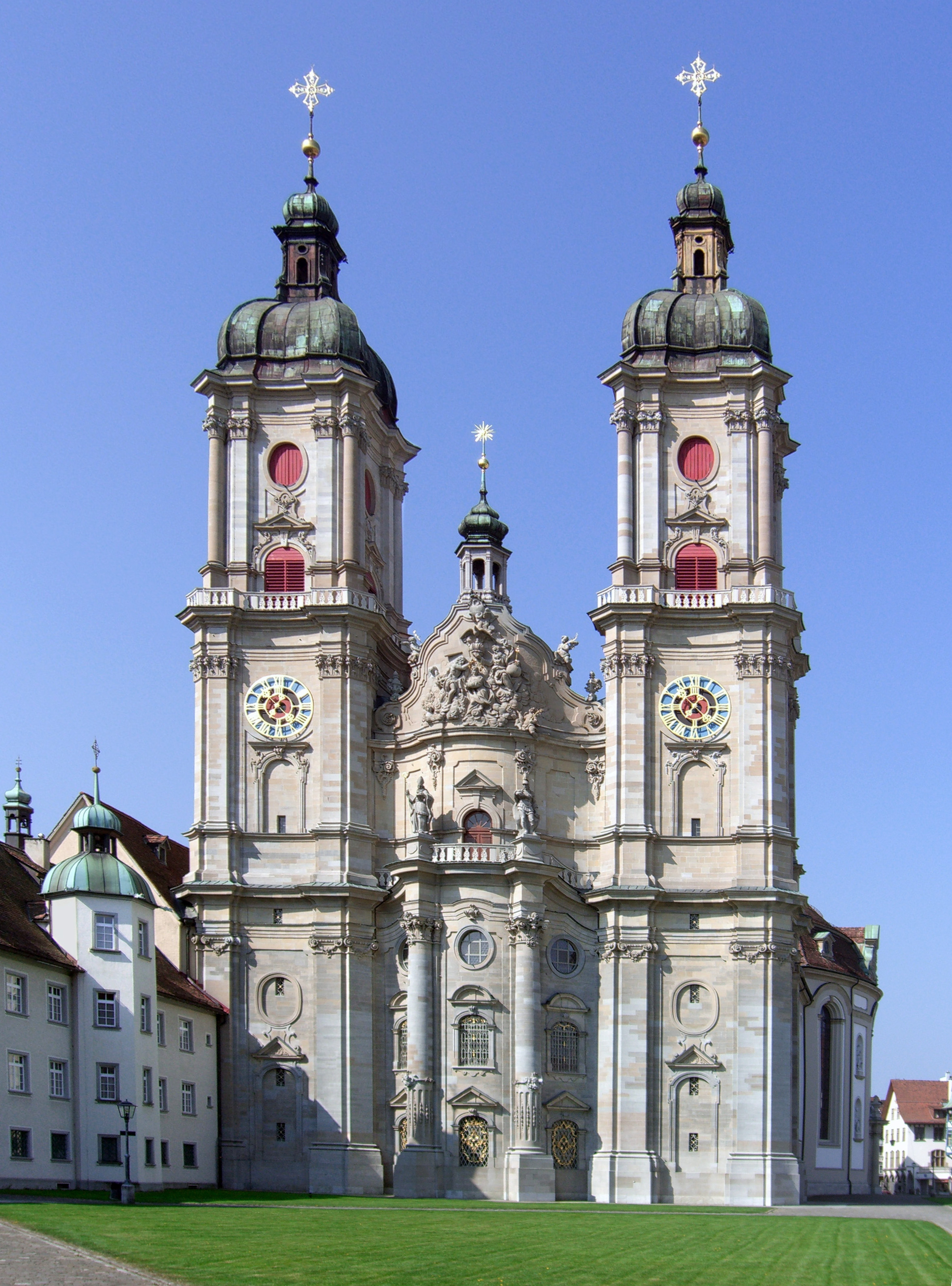
Barocke Stiftskirche St. Gallen
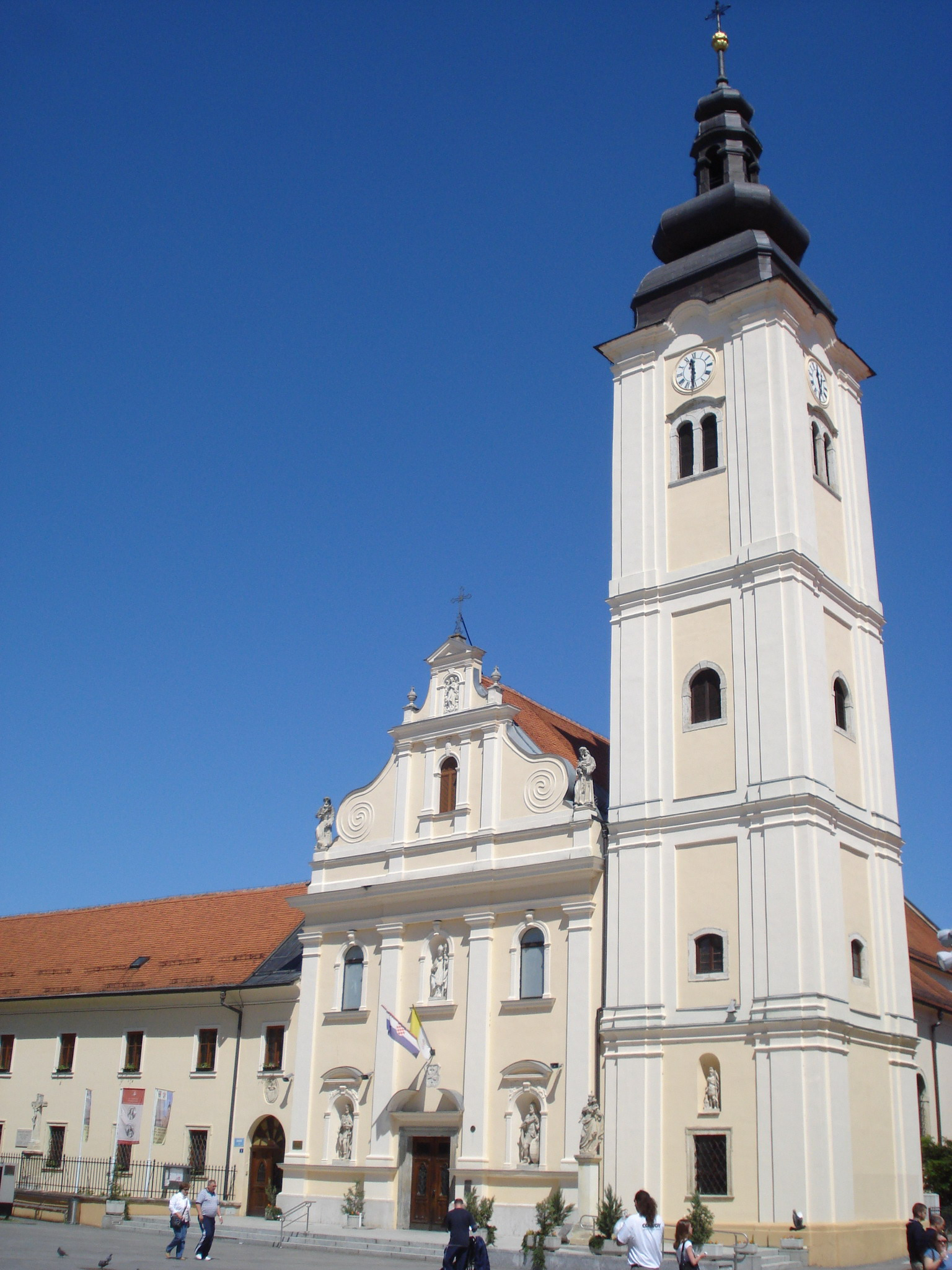
Römisch-katholische St.-Nikolaus-Kirche in Čakovec, Kroatien
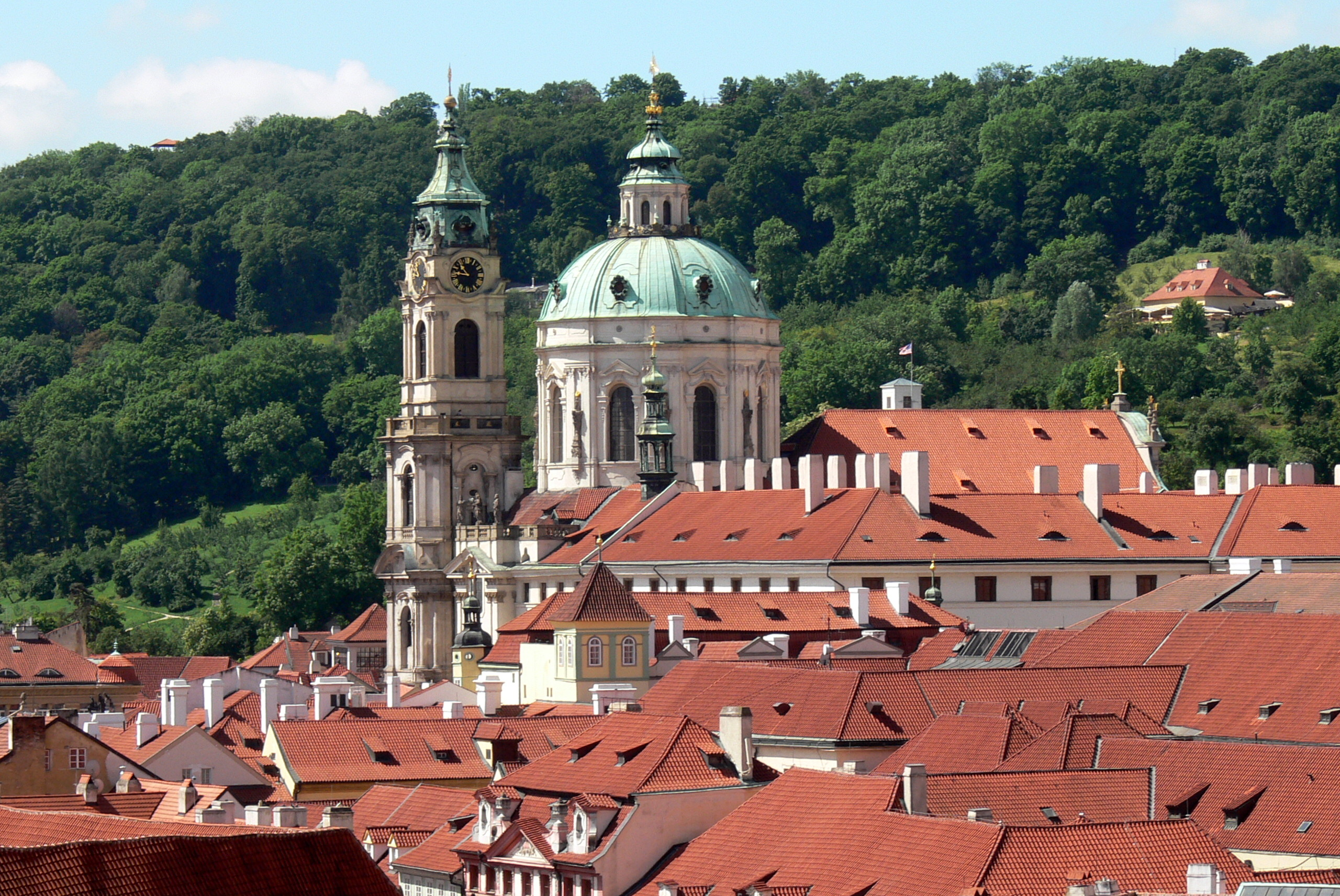
St.-Nikolaus-Kirche in Prag
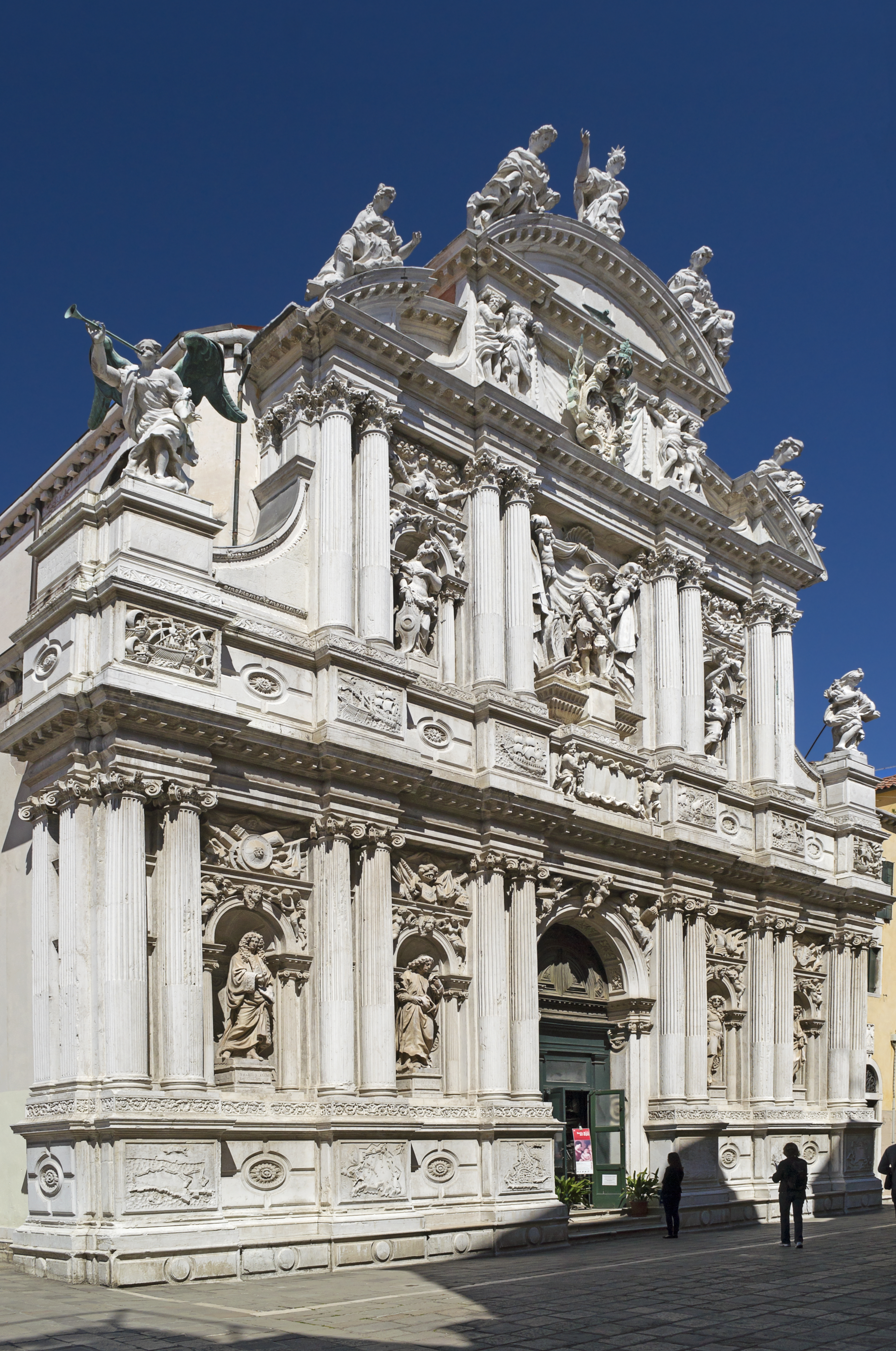
Santa Maria Zobenigo in Venedig

### Klassizismus und Historismus

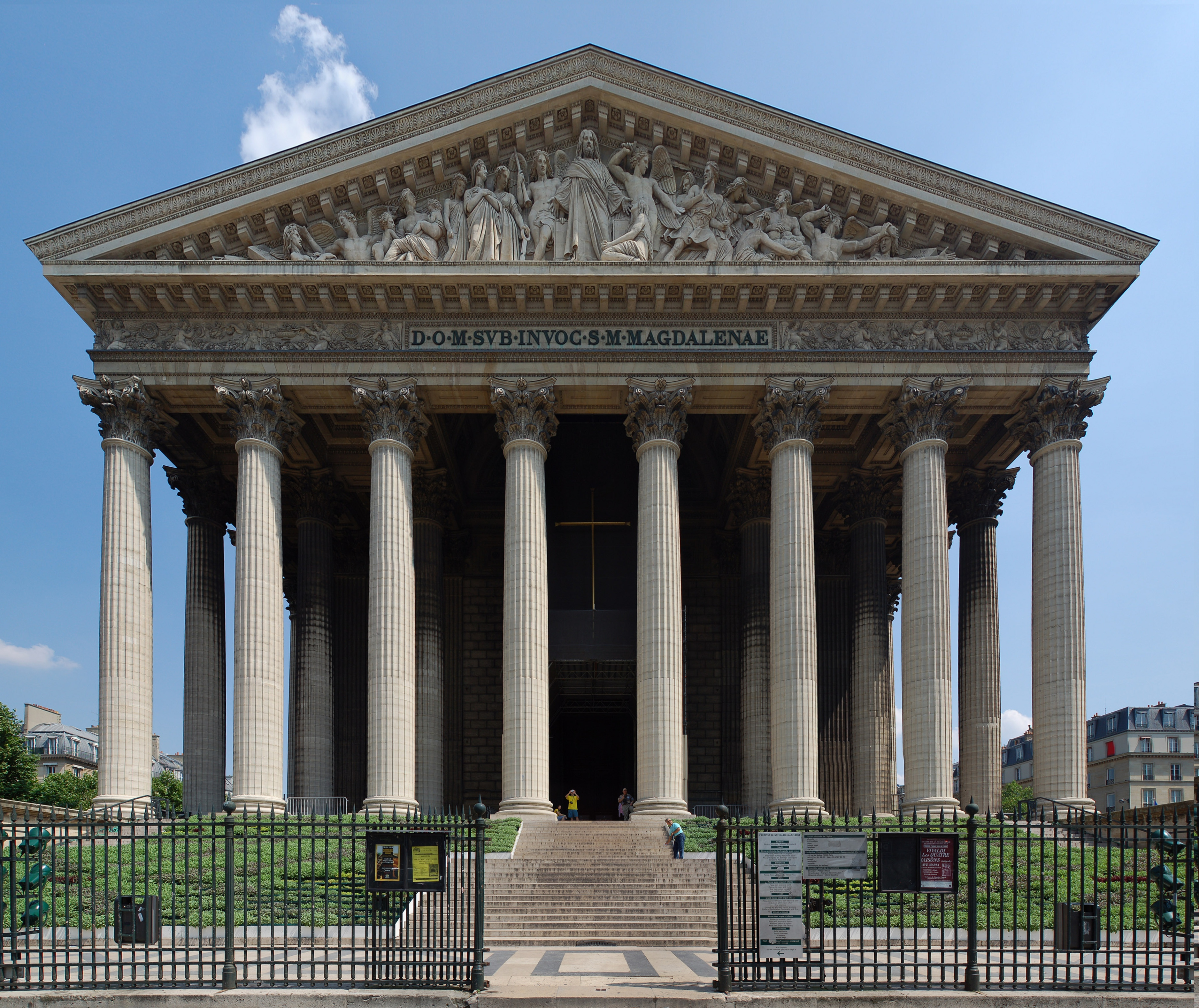
Klassizistische Kirche La Madeleine in Paris (1842)

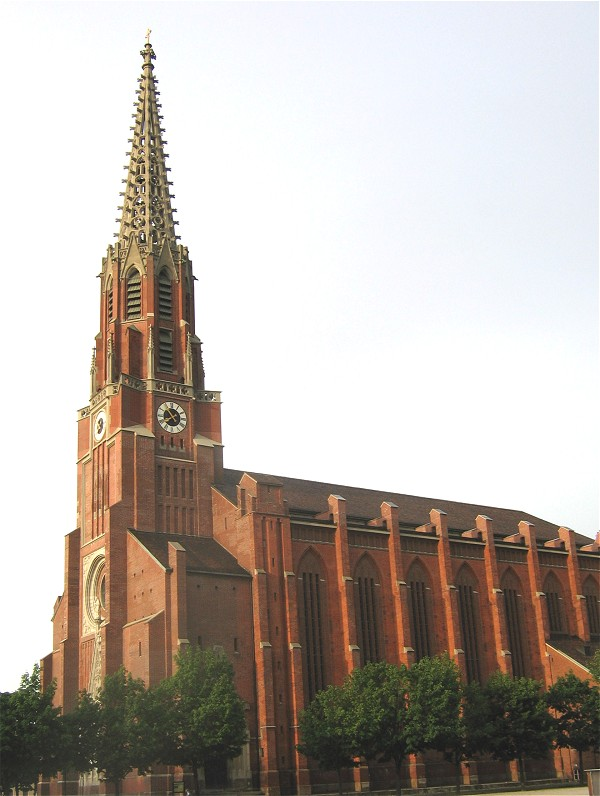
Die neugotische Mariahilfkirche in München (1839)

Mit der Französischen Revolution begann 1789 die Auflösung absolutistischer Herrschaftsformen in Europa, womit auch die ausschweifende Epoche des Barock endete. Zum Ende des 18. Jahrhunderts verbreiteten sich die Ideen und Ideale der Aufklärung. Mit den Säkularisationen zu Beginn des 19. Jahrhunderts verlor der Kirchenbau seine vorrangige Stellung in der Architektur und die ehemals meinungsbildende Elite der Kleriker und Aristokraten traten in den Hintergrund. Es führte zu einer Phase, in der mehrere Baustile auf der Basis der Klassik parallel existierten, deren Ausdrucksformen schon seit der Renaissance verwendet wurden. Diese Stile werden heute als Klassizismus zusammengefasst.
Im Kirchenbau verzichtete man auf die Ostung und band sie in das städtebauliche Gesamtbild ein. Kirchen dienten als Blickfang großer Straßenachsen, der insbesondere durch Kuppeln und Türmen verstärkt wurde. Schlanke, scharf geschnittene Grundrisse ersetzten die verspielten Formen des Barock. Säulen nach römisch-hellenistischen Vorbild bildeten einen Portikus oder eine Kolonnadenreihe.
Der mit dem Klassizismus eng verwandte Historismus bezog sich noch stärker auf die Antike, teilweise wurden Gebäudeformen schlicht kopiert. Die Kunstbewegung der Romantik und der protestantische Klerus knüpften ab dem Ende des 18. Jahrhunderts wieder an Formen der Romanik (Neu- oder Neoromanik), Gotik (Neu- oder Neogotik) und Renaissance (Neo- oder Neurenaissance) an, und auch der aufkeimende Nationalismus bemühte sich um eine Architektur der nationalen Identität.
Ein besonderes Merkmal dieser Epoche war der „Export“ der klassizistischen und historistischen Stile. Im Zuge des Kolonialismus bauten Kolonialbehörden und Missionare weltweit Kirchen nach europäischen Vorbildern.

### Moderne

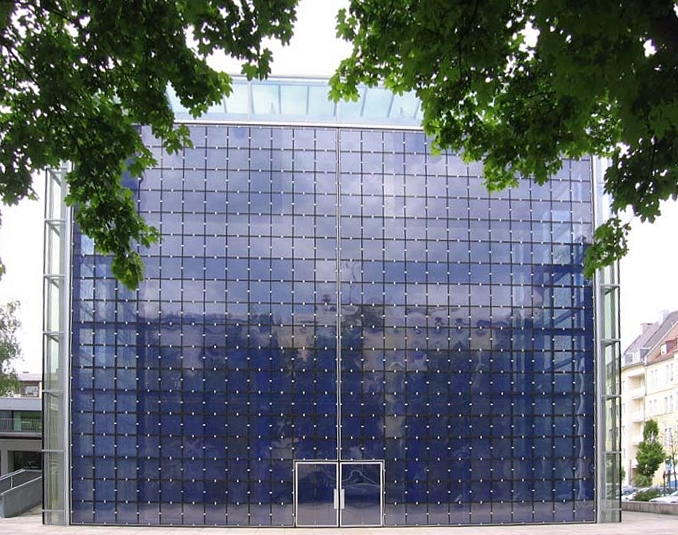
Herz-Jesu-Kirche, München (2000)

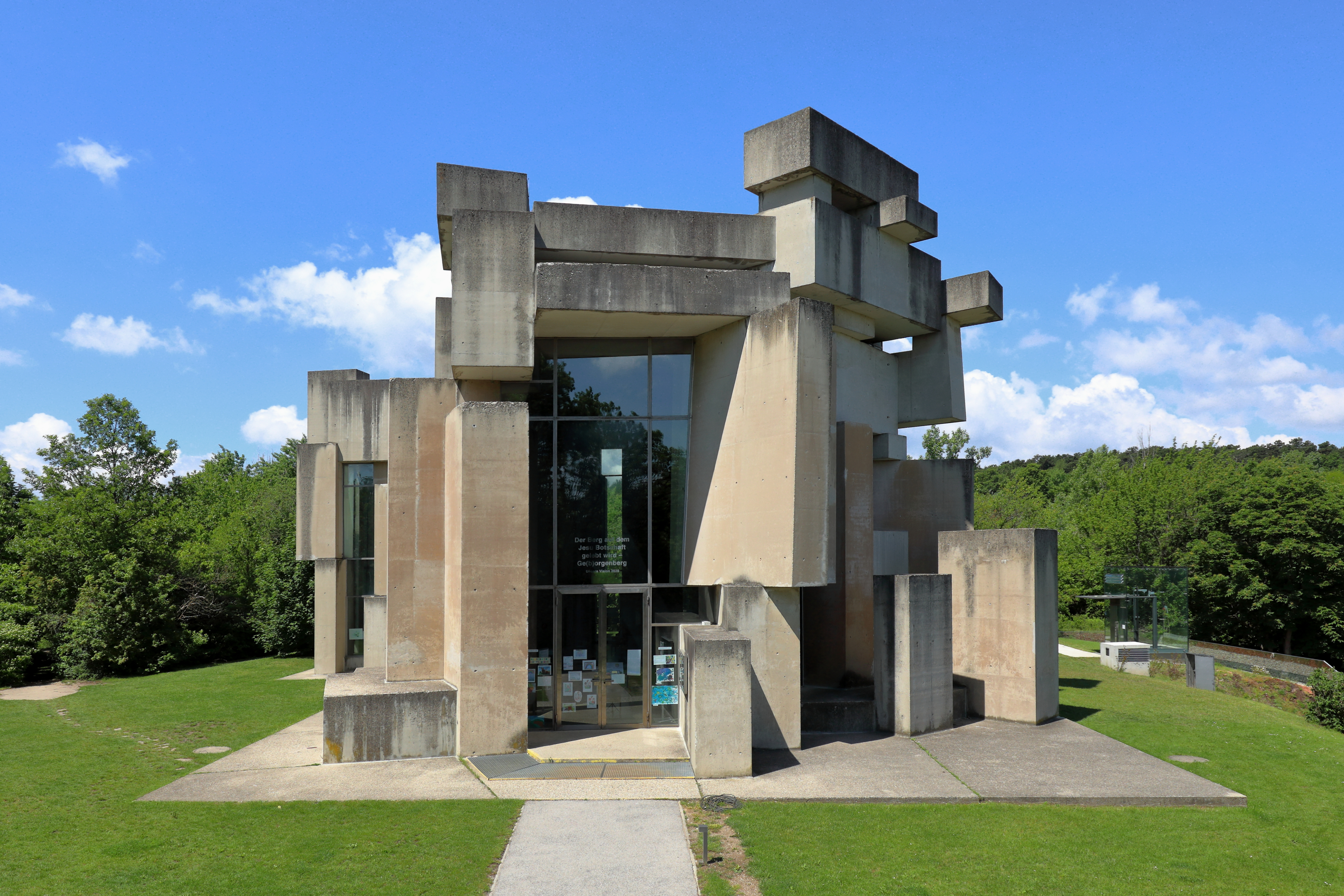
Wotrubakirche Wien (1976)

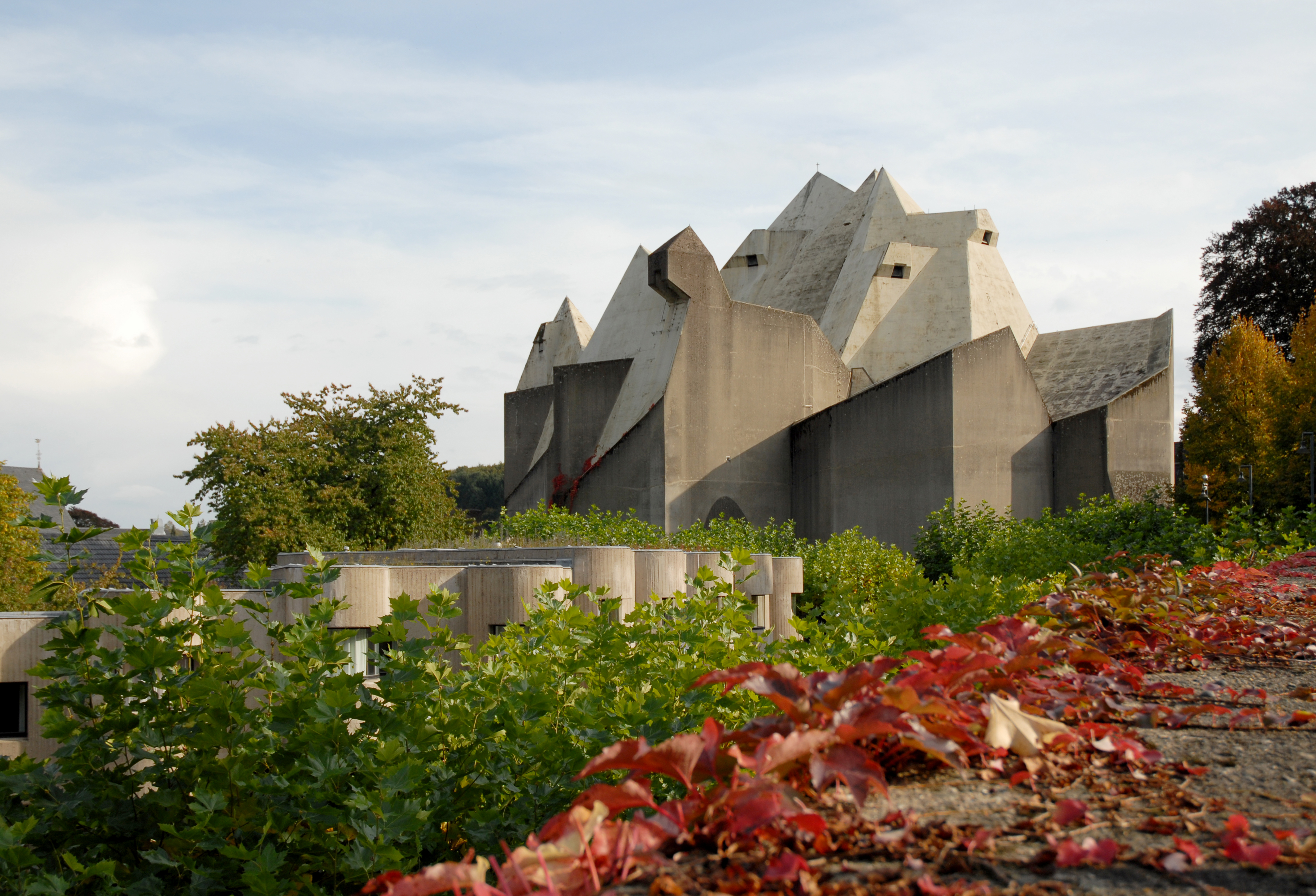
Nevigeser Wallfahrtsdom von Gottfried Böhm in Velbert (1968)

Der Kirchenbau der Moderne ist geprägt von umfassenden Veränderungen einerseits im Bereich Architektur und Bautechnik, zweitens im Bereich Theologie und in der Rolle des Christentums.
Die sich ändernde gesellschaftlichen Situation des Christentums und der Kirchen ist in der Phase der Moderne in vielen einst christlichen Kernlanden von Demokratisierung, Religionsfreiheit, Entkirchlichung und Tendenzen zu säkularen oder multikulturellen Gesellschaften geprägt. Außerdem sind insbesondere die Auswirkungen der Liturgischen Bewegung und des Zweiten Vatikanischen Konzils in der römisch-katholischen Kirche sowie neue Formen von Gemeindearbeit zu nennen.
Im Verlauf des 19. Jahrhunderts machten Natur- und Ingenieurwissenschaften sowie die daraus hervorgehenden technischen Möglichkeiten große Fortschritte. Die Weiterentwicklung von Baustatik und Tragwerksplanung lässt eine exaktere Berechnung des Bauwerks und neue Baukonstruktionen zu. Auch in der bildenden Kunst waren Ende des 19. Jahrhunderts gravierende Umbrüche zu beobachten: Neue Strömungen und Konzepte lösten sich vielfach von bisherigen Vorstellungen, was auch im Bereich Architektur, auch im Kirchenbau im Speziellen, zu neuen Raum- und Gestaltungskonzepten führte.
Zu Beginn des 20. Jahrhunderts wurden die ersten Sakralbauten realisiert, die heute nach kunsthistorischen Kriterien als modern gelten, die Hochphase war dann in der Nachkriegsmoderne, d. h. in den Jahrzehnten nach dem Zweiten Weltkrieg. Der moderne Sakralbau entwickelte eine enorme Vielfalt, so dass bestimmte Richtungen, Tendenzen und regionale Unterschiede in der Gesamtheit nur schwer zu bestimmen sind. Dennoch lassen sich einige grundlegende Merkmale definieren: tragender Baustoff ist oft Beton, die Materialien werden sichtbar gezeigt, auf Ornament wird weitgehend verzichtet, die Oberflächen (Fassade, Wände von innen, Decken usw.) sind schnörkellos. Die klassischen Bauformen, etwa der Basilika, rücken in den Hintergrund und werden oft als unregelmäßige Grundrisse adaptiert. Ganz neue Raumkonzepte werden realisiert. Manchmal entstehen auch freie Konfigurationen, die nicht dem gewohnten Bild einer Kirche entsprechen (Beispiel: Maria Regina Martyrum (Berlin)), oder Ensembles mit mehreren freistehenden Baukörpern (Beispiel Kaiser-Wilhelm-Gedächtniskirche). Nahezu jeder Architekturstil im Zeitrahmen der Moderne wurde auch im Sakralbau angewendet.

#### Grundriss, Raum und Körper
Die o. g. Tendenz zu freieren Grundrissen (z. B. Ei-förmige Grundrisse, St. Johanneskirche in Bodenmais, Neue Ev. Kirche Wommelshausen, Kreuzkirche Hirschegg), zu freier gestalteten Baukörpern und Innenräumen, führt zu neuartigen Entwürfen und zu einer Vielfalt von Erscheinungsformen. Teilweise werden sehr individuelle plastisch durchformte Gebäude errichtet mit ausdrucksvoller Raumwirkung und imposanter äußeren Gestalt der Baukörper, wie beispielsweise die Kathedrale von Brasília oder die Kapelle Notre Dame du Haut von Ronchamp. Anderseits entstehen auch Kirchen, die sehr funktionalistisch, sehr minimalistisch und/oder kubistisch gestaltet sind (Beispiel: Kreuzkirche Hof). In der zweiten Hälfte des 20. Jahrhunderts (insbesondere nach dem Zweiten Vatikanischen Konzil in der Katholischen Kirche, aber nicht nur dort) rückte der Altar teilweise mehr ins Zentrum des Kirchenraums. Ein Beispiel für die konsequente Verwirklichung dieses Gedankens ist die Kirche St. Laurentius in Buchbach. Der Altar steht exakt in der Mitte des sechseckigen Kirchenraums, wie in der Manege eines Zirkuszeltes.

#### Neue Materialien und Konstruktionen
Neue Konstruktionen und die neuen Baumaterialien Glas, Eisen, Stahl und Beton wurden seit dem ausgehenden 19. Jahrhundert in der Architektur immer mehr verwendet, zunächst aber noch überwiegend mit historisierenden und klassizistischen Fassaden verkleidet, nach dem Ersten Weltkrieg dann zunehmend offen sichtbar. Der Stahlskelettbau ermöglichte eine effizientere Bauweise, Otto Bartning errichtete 1928 in dieser Bauweise eine Stahlkirche. Auch das Material Beton wurde zunehmend als Gestaltungsmittel offen gezeigt, insbesondere in der Strömung des Brutalismus, ein Beispiel ist die St.-Martin-Kirche (Berlin-Märkisches Viertel).

#### Veränderte Anforderungen und Nutzungskonzepte
Auch erleben die Anforderungen an einen modernen Kirchenraum mit der Zeit einen Wandel. Die Bedürfnisse und Anforderungen der Kirchengemeinden nach einem lebendigen Miteinander in ihrer Kirche erfordern die Berücksichtigung zusätzlicher Nutzungswünsche wie Gemeindeversammlungen, Gruppentreffen, Lesungen, Konzertveranstaltungen und drücken sich in neuen Gestaltungskonzepten aus – dem „multifunktionalen Kirchenraum“. In Form von Gemeindezentren werden teils komplexe Gebäudeensembles errichtet, die Gottesdienstraum, Versammlungssäle, Räume für unterschiedliche Gemeindegruppen, z. T. auch Pfarrwohnung, Gemeindebüro etc. unter einem Dach vereinen. In anderen Fällen ergänzen separate Gemeindehäuser den bestehenden Gottesdienstraum in der Kirche.

#### Gesellschaftlicher Wandel: Umgang mit Pluralisierungs-, Schrumpfungs- und Wachstumsprozessen weltweit
Durch gesellschaftliche Veränderungen und den Säkularisierungsprozess  in den ehemals christlich geprägten Staaten bzw. Weltregionen kommt es vermehrt zum Umbau von Kirchen und zu Kirchenschließungen durch Profanierung oder Entwidmung. Manche Gemeinden bauen ihre Kirche so um, dass andere Funktionen der Gemeinde ins Kirchengebäude integriert werden (z. B. Heilig-Kreuz-Kirche (Berlin-Kreuzberg)) und dadurch andere Gebäude wie das Gemeindehaus entbehrlich werden. Daneben kommt es auch zur Umnutzung und Zwischennutzung von ehemaligen Profanbauten durch Gemeinden (gerade im freikirchlichen Spektrum bzw. bei Neugründungen unabhängiger Gemeinden), die bestehende Räumlichkeiten improvisiert nutzen, umnutzen bzw. anmieten, so z. B. Fabriketagen (Beispiel ICF Berlin-Tempelhof) oder Ladenlokale („Ladenkirche“).
Doch gibt es auch stark wachsende Gemeinden in manchen Regionen: Durch die Verbreitung christlicher, meist protestantisch-evangelikaler Strömungen in Schwellenländern und der Dritten Welt entstanden neue Kirchentypen, u. a. sog. „Megakirchen“ in Südamerika, Südkorea, Indien und Afrika mit Platz für 50.000 bis 75.000 Besuchern. Die größte Megakirche weltweit ist die 1958 gegründete Yoido Full Gospel Church in Seoul mit angeblich 230.000 sonntäglichen Gottesdienstbesuchern.

#### Kirchenbau nach dem Zweiten Vatikanischen Konzil
Das Zweite Vatikanische Konzil in der römisch-katholischen Kirche (1962–1965) hatte erhebliche Auswirkungen auch auf den Kirchenbau. Das Konzil betrachtete den Kirchenbau im größeren Rahmen der sakralen Kunst; es eröffnete dem Kirchenbau im Bereich der römisch-katholischen Kirche einen Freiraum, indem es jeglichem Historismus eine Absage erteilte und ausführte: „Die Kunst unserer Zeit und aller Völker und Länder soll in der Kirche Freiheit der Ausübung haben, sofern sie nur den Gotteshäusern und den heiligen Riten mit der gebührenden Ehrfurcht und Ehrerbietung dient.“ Für den Kirchenbau stellte das Konzil nur zwei allgemeine Bedingungen: Die Verantwortlichen sollen „mehr auf edle Schönheit bedacht sein als auf bloßen Aufwand“, und die Kirchenbauten müssten „für die liturgischen Feiern und für die tätige Teilnahme der Gläubigen geeignet“ sein.